# Stade Vélodrome
Vous lisez un « bon article » labellisé en 2010.
Pour l’article homonyme, voir Vélodrome.
Le stade Vélodrome, également appelé Orange Vélodrome par contrat de nommage depuis juin 2016,,,, est une enceinte sportive située dans le 8e arrondissement de Marseille (Bouches-du-Rhône), au sein du quartier de Saint-Giniez. Principal équipement sportif de la ville et deuxième stade de France en termes de capacité, le Vélodrome est utilisé par le club de football de l'Olympique de Marseille depuis son inauguration en 1937.
Initialement de 35 000 places, le stade accueille, outre le football, des courses cyclistes (le vélodrome sera supprimé dans les années 1980), de rugby à XIII (rencontres de l'équipe de France et du Marseille XIII, club créé par Paul Ricard en 1946), des matches du XV de France qui n'y a perdu que deux fois, ainsi que certaines rencontres de phase finale du Championnat de France de rugby à XV et du RC Toulon, sans oublier des concerts de grande ampleur.
Le stade connaît plusieurs extensions au cours du XXe siècle. Pour la Coupe du monde de football 1998, l'enceinte passe à 60 000 places et son toit est supprimé. Il est rétabli en vue du championnat d'Europe de football 2016, avec une capacité augmentée à 67 394 spectateurs. Depuis 2014, le stade répond aux critères de la catégorie 4 du classement UEFA des stades.

## Histoire

### La naissance du Stade Vélodrome
La ville de Marseille souhaite en 1928 ériger un stade municipal, le stade de l'Huveaune étant la propriété de l'Olympique de Marseille. Un premier projet est repoussé par le conseil municipal en 1930, le coût des opérations étant jugé trop important. La Coupe du monde de football 1938 organisée en France relance l'idée d'une enceinte sportive. En 1935, l'architecte parisien Henri Ploquin, qui a notamment travaillé sur le stade municipal de Vichy, propose la construction d'un stade olympique comprenant une piste ainsi qu'un palais des sports. Pour des raisons budgétaires seul le stade est finalement réalisé. Le 28 avril 1935, la première pierre du Vélodrome est posée par le maire de Marseille, le docteur Georges Ribot, sur les ruines des anciennes usines automobiles Turcat-Méry, entre le quartier de Saint-Giniez et le quartier Sainte-Marguerite dans le Sud de la ville. Ce lieu avait déjà été ciblé quelques années auparavant par le Stade helvétique pour y construire son enceinte de football mais le vol des fonds levés pour une tombola par l'un des organisateurs met un terme à ce projet. Durant les travaux qui s'étalent sur vingt-six mois, 25 000 m3 de terre sont déplacés et 240 pieux de 10 m sont utilisés pour les fondations.

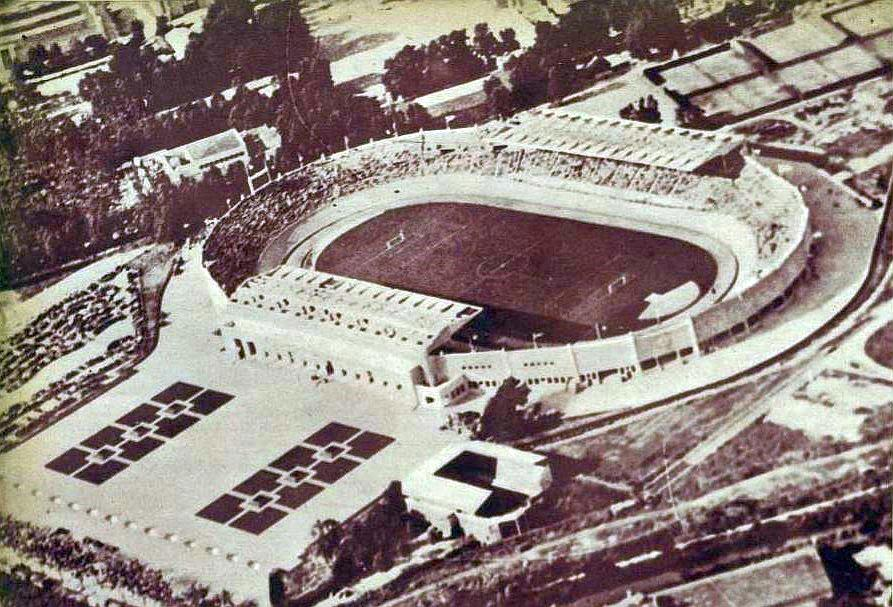
Le stade Vélodrome le 13 juin 1937, jour de son inauguration.

L'enceinte du Stade Vélodrome est inaugurée le 13 juin 1937 par Léo Lagrange, alors sous-secrétaire d'État aux sports, devant près de trente mille spectateurs : une grande journée sportive est organisée, avec un meeting d'athlétisme et une course cycliste sur les pistes prévues à cet effet. Le coureur cycliste marseillais Antoine Pugliesi est ainsi le premier vainqueur du lieu en remportant le critérium Gustave-Ganay. En conclusion de cette fête sportive un match amical est disputé entre l'Olympique de Marseille et les Italiens du Torino Football Club qui se conclut sur le score de 2 à 1 pour les Olympiens. Émile Zermani est le premier footballeur à marquer un but dans la nouvelle enceinte de l'Olympique de Marseille, qui déménage donc du stade de l'Huveaune. Le 29 août 1937, la deuxième journée du Championnat de France de football met aux prises l'OM à l'AS Cannes. C'est le premier match de football en compétitions officielles au Vélodrome. Néanmoins, les Marseillais n'adoptent pas si facilement le tout nouveau stade, qui est vu comme le « stade de la mairie ». Pour les habitants, le vrai stade de l'OM reste le stade de l'Huveaune, propriété de l'OM, et dont la construction des tribunes est financée par les supporters au début des années 1920.

### Un stade omnisports

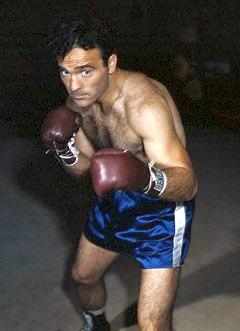
Marcel Cerdan est à l'affiche de combats de boxe boulevard Michelet.

Comme prévu, le stade accueille certains matchs de la Coupe du monde de football de 1938, avec notamment la demi-finale entre l'Italie de Giuseppe Meazza et le Brésil de Domingos da Guia. Mais le football n'y est pas le seul sport pratiqué. Une tournée de joueurs de football américain passe à Marseille, un match de hockey sur gazon entre le Stade français et une entente Lyon-Marseille se conclut sur le score de 4-0 pour les Parisiens en 1938, et des parties de tennis sur gazon sont jouées en 1939. Malgré la Seconde Guerre mondiale et les réquisitions régulières des armées française, allemande puis américaine, qui endommagent le site, les compétitions sportives continuent de s'y tenir. Des courses de lévriers, de motos, des concours de pétanque, des combats de boxe avec Marcel Cerdan, du handball à 11 ainsi que quelques matchs de l'OM (qui rejoue en grande partie à l'Huveaune) rythment la vie du Vél'. Un match de baseball joué par les troupes américaines à la Libération s'y déroulera même.

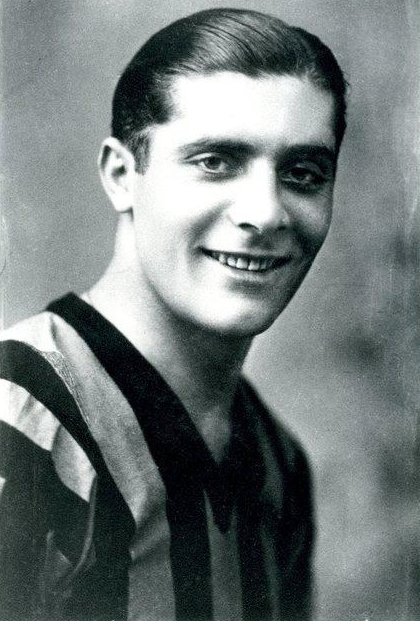
Giuseppe Meazza dispute une demi-finale de Coupe du monde de football au stade Vélodrome, en 1938.

Au lendemain de la guerre, l'OM partage le stade avec le club montant de rugby à XIII de la ville, le Marseille XIII Rugby League de Jean Dop, qui enregistre des affluences de 15 000 spectateurs en moyenne. Plusieurs matchs internationaux du XIII de France y attirent des affluences notables, de 20 à 30 000 spectateurs. Le côté omnisports du stade est toujours présent avec les Harlem Globetrotters en 1951, une ronde de Formule 1 en 1953, les samedi cyclistes animés par le Marseillais André Payan, des arrivées du Tour de France cycliste et des meetings d'athlétisme mettant en scène Michel Jazy ou encore Roger Bambuck. Alors que l'environnement urbain de l'enceinte se développe (construction de l'unité d'habitation de la Cité radieuse, tour de France 3 Méditerranée en chantier), Marcel Leclerc, nouveau propriétaire de l'Olympique alors en deuxième division en 1965, s'oppose violemment au député-maire Gaston Defferre en quittant le stade Vélodrome tant que ses exigences ne sont pas satisfaites. Il réclame une subvention annuelle fixe, une baisse des taxes et la suppression du loyer payé par le club à la municipalité, qualifié par Leclerc de « racket » ; il n'hésite pas, dans une lettre adressée au maire, à lui écrire « Marseille, c'est Chicago », ville des États-Unis ayant connu de nombreuses affaires de corruption. Le stade est donc inoccupé, et la Mairie cède en 1966, lors de la remontée du club en première division. Cette année-là, à la demande de l'entraîneur Robert Domergue, le siège de l'OM, qui était place Félix-Baret, est transféré au Vélodrome.

### Premières rénovations pour le championnat d'Europe 1984
L'année 1970 marque les premières modifications du stade avec le remplacement des vieux projecteurs des tribunes Ganay et Jean Bouin par quatre pylônes de 60 mètres de hauteur pour les événements nocturnes. En mars 1971, sa capacité est augmentée d'environ 6 000 places assises, avec la réduction de la piste cyclable et la disparition de la piste cendrée d'athlétisme. Le Vélodrome possède alors 55 000 places, si l'on tient compte des places populaires, qui sont debout.
L'Olympique de Marseille retourne au stade de l'Huveaune lors de la saison 1982-1983, le stade Vélodrome étant entré en travaux en vue du Championnat d'Europe de football 1984. La pelouse est totalement remplacée. La demi-finale entre l'équipe de France et le Portugal est un record d'affluence en match international avec 54 848 spectateurs. La capacité du stade est ensuite réduite à 42 000 places en raison de la construction de loges.

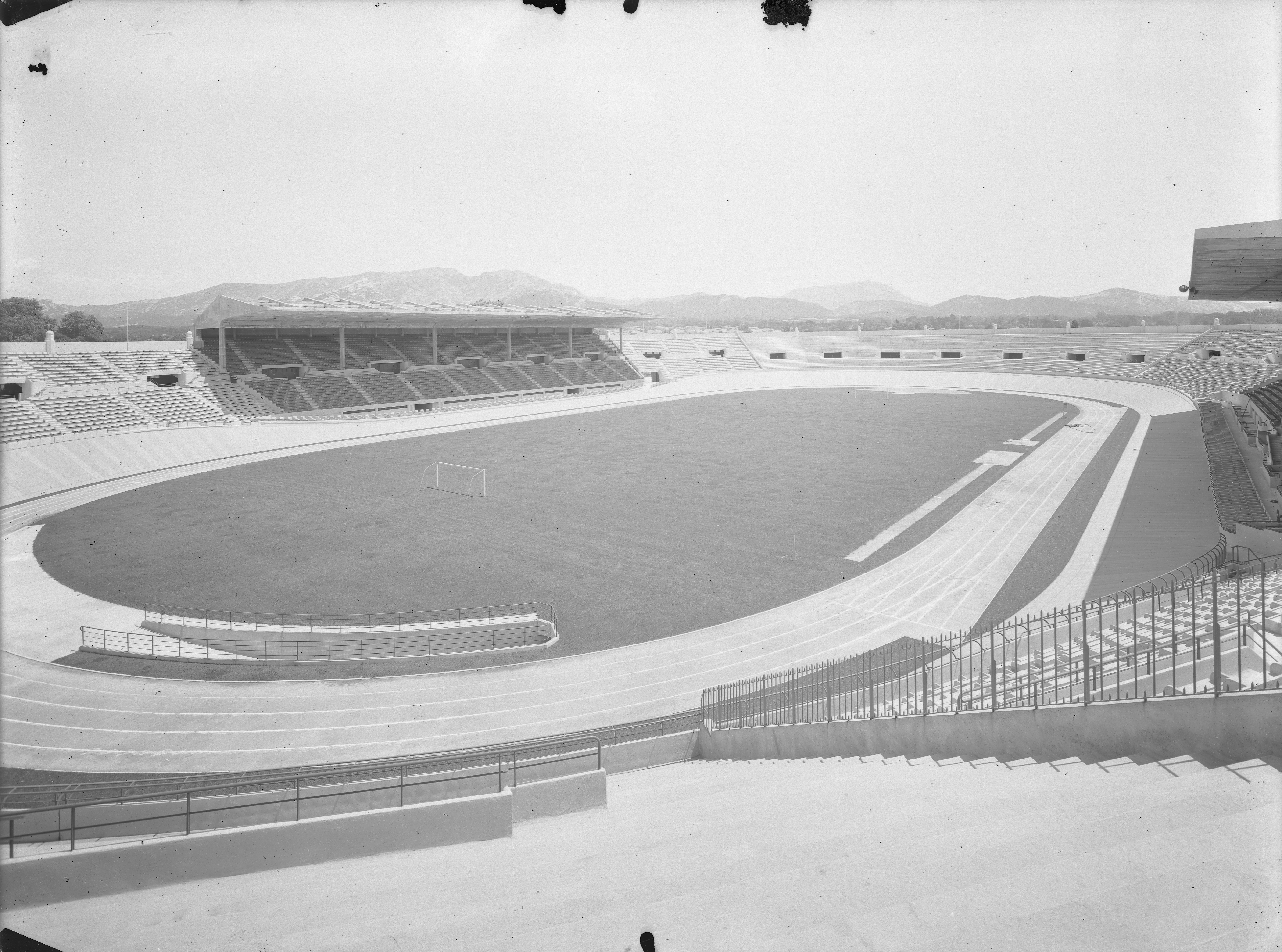
Le stade Vélodrome d'origine avec sa piste d'athlétisme dans les années 1970 avant sa suppression, puis celle de la piste cycliste en février 1984.

Lorsque Bernard Tapie devient président de l'OM en 1985, il décide de supprimer la piste cycliste, inutilisée, et de réaménager les deux virages, portant la capacité du stade à 48 000 places. Mais le nom de Stade-Vélodrome est conservé. Il est désormais situé dans un périmètre transfiguré avec la création de la ligne 2 du métro de Marseille (desservant le stade en deux stations) et la construction du Palais des sports.

### Un nouveau Vélodrome pour la Coupe du monde 1998

Le Vélodrome dans sa configuration 1998-2011 vue de la tour France 3.

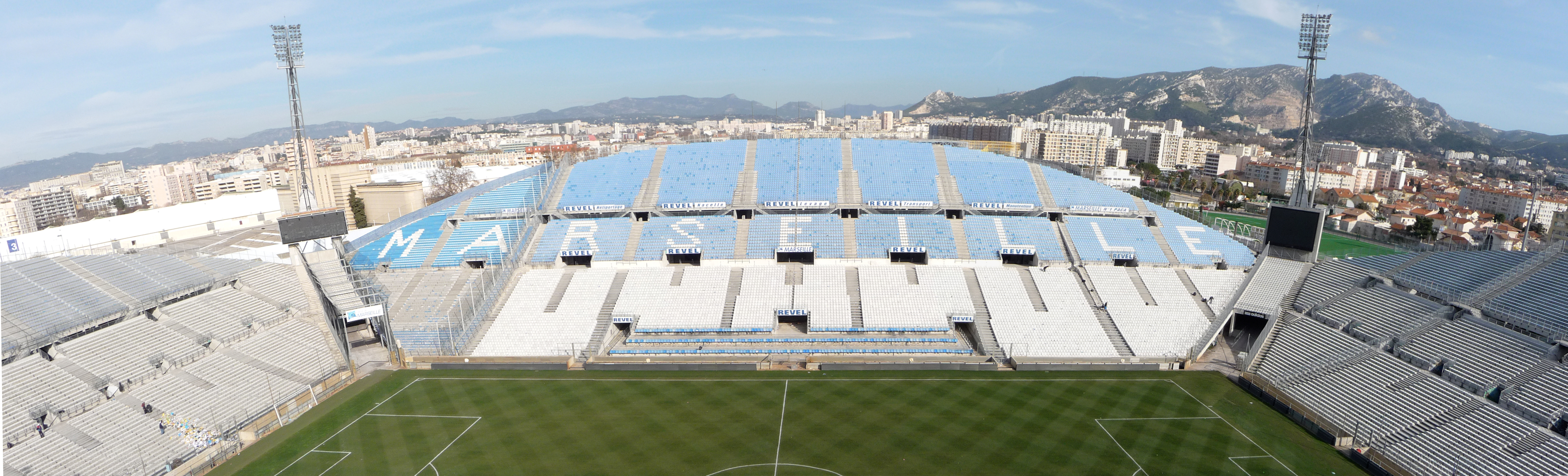
La tribune Ganay en 2007.

La France organisant la Coupe du monde 1998, un appel d'offres est lancé en mars 1995 pour une rénovation en profondeur du Vélodrome qui doit voir sa capacité atteindre les 60 000 places. Le groupement Chagnaud - Travaux du Midi / Buffi remporte l'appel d'offres. Le coût de la rénovation, 391,9 millions de francs, est réparti entre l'État et les collectivités locales. La structure est totalement revue : seule une partie de la tribune Jean-Bouin (dont la façade du stade) et les gradins hauts de la tribune Ganay sont conservés. 20 000 m3 de béton sont coulés sur place, 32 km de gradins sont construits ainsi que 400 volées d'escaliers, 650 tonnes de charpente et 1 500 tonnes d'armatures.
Le dernier match de l'« ancien Vél' » en février 1996 se conclut sur une cérémonie au cours de laquelle d'anciens joueurs du club tels que Josip Skoblar, Jean-Pierre Papin ou Mario Zatelli laissent leurs empreintes sur des dalles de ciment qui sont désormais exposées au musée-boutique de l'OM. Les morceaux de tribunes détruites sont vendus dans les boutiques olympiennes. De premières interrogations apparaissent sur le sort du Vélodrome et des banderoles fleurissent dans le stade fustigeant l'absence de toit pour le nouveau Vélodrome. De plus, on craint que la capacité du stade soit trop importante ; il est décidé que la configuration la plus utilisée en championnat serait un stade de 40 000 places disponibles, en fermant les tribunes hautes, la configuration maximale étant réservée aux matchs de Coupe du monde et aux « grands matchs de l'OM ». Cette idée est abandonnée, l'OM attirant dans la majorité des cas plus de 50 000 supporters.
Le 4 décembre 1997 se déroule le tirage au sort du Mondial 1998 dans la nouvelle enceinte du Vélodrome qui accueille sept rencontres.
L'enceinte ne connaît pas de grands changements dans les années 2000. Le record d'affluence d'un match de football (58 897 spectateurs) date de la réception par l'OM du Newcastle United Football Club en demi-finale retour de Coupe de l'UEFA, le 6 mai 2004 (2-0). Le Vélodrome accueille la Coupe du monde de rugby à XV 2007, dont le quart de finale Australie-Angleterre qui enregistre le record d'affluence tous sports confondus avec 59 120 spectateurs.
Très critiqué et peu aimé par les Marseillais notamment pour son architecture (pas de toiture, aucune résonance acoustique, configuration évasée), le stade surnommé « l'Enrhumeur » par Rolland Courbis est l'objet depuis 2003 de plusieurs projets visant à le moderniser (couverture) et même l'agrandir. Un projet datant de 2005, suivi par Thomas Longeault, propose une couverture de l'enceinte et une augmentation de sa capacité de 60 013 à 80 500 places assises. Aucune suite n'est néanmoins donnée bien que le sujet soit évoqué régulièrement tant par le maire de Marseille que par des dirigeants du club. La candidature de la France à l'organisation du Championnat d'Europe de football 2016, annoncée officiellement début 2009, amène la ville de Marseille à accélérer sa réflexion sur le sujet, le cahier des charges de l'UEFA imposant une rénovation majeure du stade.

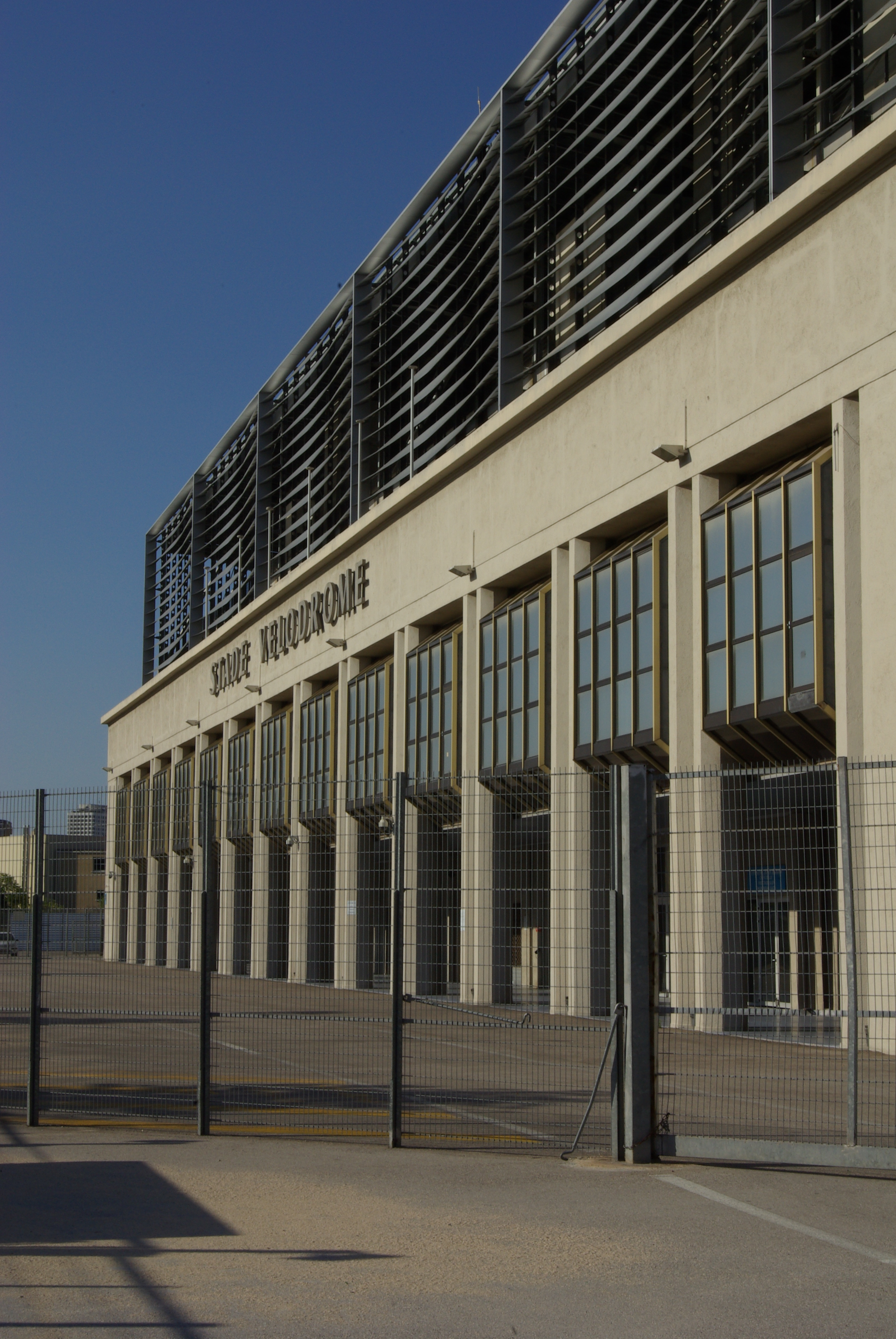
L'entrée du stade Vélodrome, seul souvenir de l'enceinte de 1937 jusqu'à sa disparition en 2013.

### Nouvelle rénovation pour l'Euro 2016
Le 21 juin 2010, la mairie dévoile le projet retenu pour la rénovation du stade Vélodrome, en vue notamment de l'accueil de l'Euro 2016. C'est Bouygues Construction, via sa filiale la société Arema, qui se chargera de réaliser le projet, pour un coût total de 267 millions d'euros financés par Bouygues Construction (100 millions d'euros qui lui seront remboursés sur 30 ans par la mairie grâce à l'augmentation de la redevance du stade), la ville de Marseille (40 millions d'euros), le département des Bouches-du-Rhône (30 millions d'euros), les droits à bâtir (30 millions d'euros), l'État via le CNDS (30 millions d'euros) et la communauté urbaine Marseille Provence Métropole (20 millions d'euros).
La restructuration architecturale du site est confiée à l'agence SCAU architecture (Maxime Barbier, Bernard Cabannes, Luc Delamain, François Gillard, Michel Macary, Aymeric Zublena) en qualité de maître d'œuvre, l'agence Didier Rogeon faisant œuvre d'architecte associé.
L'objectif principal de la rénovation est de créer un stade de football répondant aux exigences de l'UEFA pour un classement en « stade cinq étoiles » (remplacé depuis 2006 par la « catégorie 4 »). L'élément central de cette rénovation est la couverture du stade, cette couverture représentant 5 500 tonnes de structure métallique (soit l'équivalent de 80 % de la tour Eiffel). De plus, la capacité du stade sera augmentée, pour atteindre 67 394 places (contre 60 000 auparavant). La tribune Jean-Bouin possèdera alors 18 851 places, la tribune Ganay 22 321 places, le virage Sud 12 935 places et le virage Nord 12 947 places. Le classement en stade cinq étoiles impose aussi l'augmentation du nombre de places à prestations (ou espaces VIP), l'aménagement de salons et d'un "accueil VIP haut de gamme",.
De plus, le projet prévoit également la construction d'un complexe hôtelier 3 et 4 étoiles, d'un centre commercial, d'une clinique du sport, de logements, de bureaux et la restructuration du stade Pierre-Delort, stade d'athlétisme et de rugby à XV situé aux abords du stade, par la création d'une tribune couverte de 5 000 places. Le projet est adopté en conseil municipal le 12 juillet 2010. Dans sa présentation du projet, Jean-Claude Gaudin (UMP), le maire de Marseille, évoque l'éventualité d'un contrat de naming.
Les travaux s'étalent de mars 2011 à l'été 2014. Ils s'échelonnent comme suit :
- mars - mai 2011 : installation de la base de vie du chantier,
- juin - août 2011 : début du terrassement du programme immobilier (zones 2 et 3), démolition de la tribune Ganay, restructuration des virages Nord et Sud,
- septembre 2011 - janvier 2012 : gros œuvre du programme immobilier (zones 2 et 3) et de la tribune Ganay,
- février - mai 2012 : début du gros œuvre du programme immobilier (zone 1), pose de la charpente de la tribune Ganay,
- juin - août 2012 : suite du gros œuvre (zones 2 et 3), couverture de la tribune Ganay, pose de la charpente du virage Nord, démolition de la tribune Jean-Bouin,
- septembre 2012 - mai 2013 : suite du gros œuvre (zone 1), gros œuvre de la tribune du stade Delort et de la tribune Jean-Bouin,
- juin - août 2013 : poursuite des travaux du programme immobilier, de la tribune Jean-Bouin et du stade Delort, pose de la charpente du virage Sud,
- septembre 2013 - février 2014 : suite des travaux du programme immobilier, pose de la charpente de la tribune Jean-Bouin,
- mars - juin 2014 : fin des travaux du programme immobilier, couverture de la tribune Jean-Bouin, livraison.

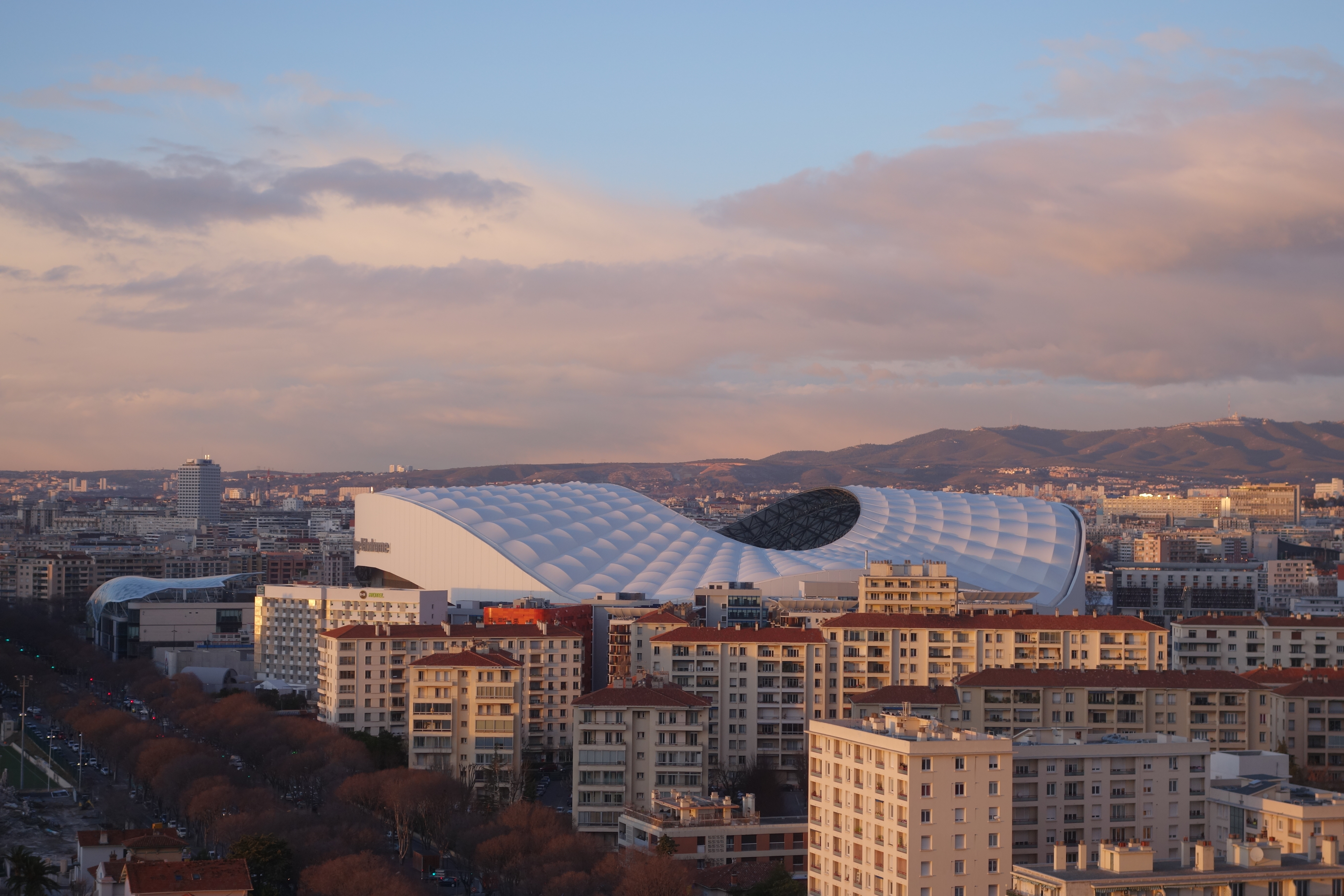
Vue extérieure depuis la Cité Radieuse en 2017.

La capacité est réduite à 42 000 places jusqu'en août 2013 où elle passe à 48 000 places.
Le stade est inauguré officiellement le 16 octobre 2014 et propose désormais plus de 67 000 places couvertes. Le coût total réévalué par la Cour des comptes est estimé à 551 millions d'euros dont une partie est à verser à Arema jusqu'en 2045 pour l'entretien et la mise aux normes.
À partir de la saison 2014-2015, l'Olympique de Marseille joue dans l'enceinte rénovée qu'il inaugure contre Montpellier HSC en s'inclinant (0-2). Depuis 2014, il répond aux critères des stades de catégorie 4 de l'UEFA. Le 3 juin 2016 est signé un partenariat entre la société Arema et Orange. Le stade prend le nom d'Orange Vélodrome, appliquant un contrat de naming pour 10 ans.
En décembre 2018, l'Olympique de Marseille devient le gestionnaire unique de l'enceinte, qui reste cependant propriété de la mairie de Marseille.
En février 2021, la ville de Marseille annonce la mise en vente du stade, coûtant trop cher à la ville, selon le maire Benoît Payan.

## Structure et équipements
Depuis la dernière rénovation à la fin des années 1990, la pelouse du stade Vélodrome est entourée de quatre tribunes, qui ne sont pas reliées entre elles ; il est impossible de faire à partir des gradins le tour du stade.

### Terrain de jeu

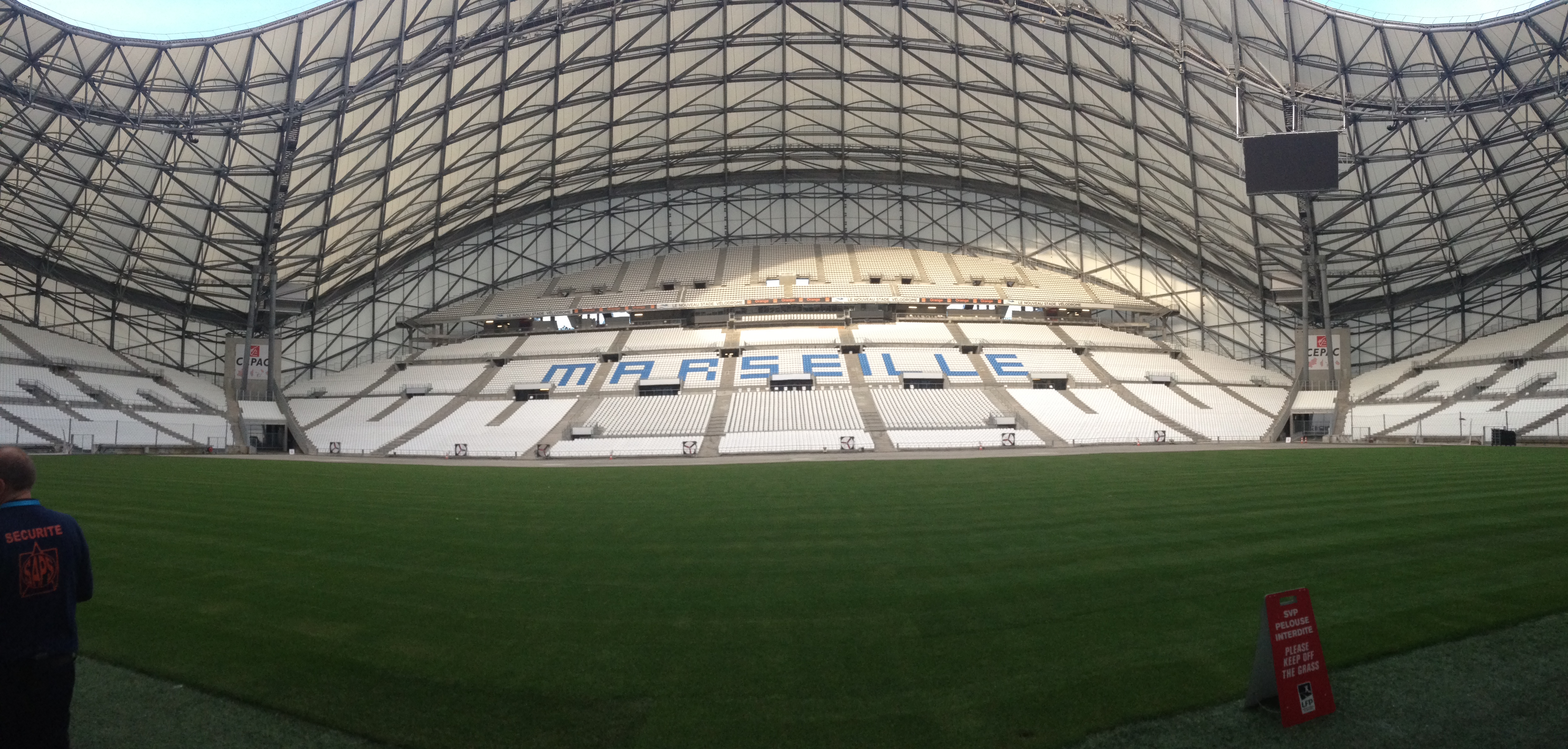
Le stade vu de l'intérieur par l'entrée des joueurs.

Le terrain de jeu mesure approximativement 106 mètres de long et 65 mètres de large, avec quelques mètres d'espace de chaque côté du terrain. Une fosse sépare les gradins de la pelouse de la rénovation de 1998 à celle de 2012-2014. La pelouse n'est pas chauffée, le climat méditerranéen ne le nécessitant pas ; au contraire, l'été est la période la plus difficile pour les jardiniers du stade Vélodrome. En juin 2014, Arema choisit d'équiper le stade Vélodrome avec la technologie de pelouse hybride AirFibr pour renforcer la résistance de la pelouse, et la sécurité des utilisateurs.

### Tribunes

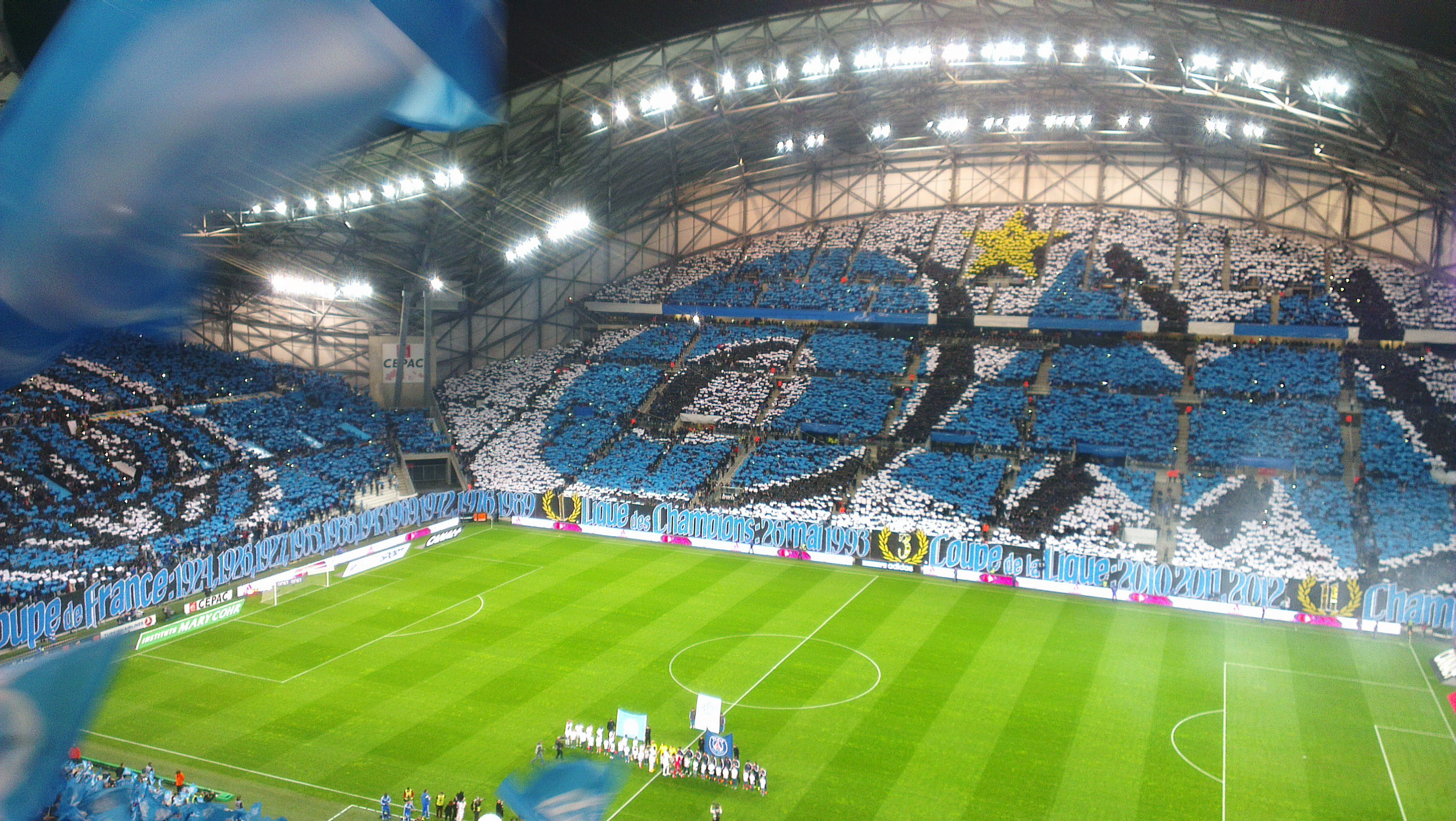
Le Vélodrome durant un match de Ligue 1 opposant l’OM au PSG en avril 2015.

La pelouse du Vélodrome est entourée par quatre tribunes qui portent toutes le nom de figures marseillaises : tribune Gustave Ganay, tribune Jean Bouin, virage Nord Patrice de Peretti et virage Sud Chevalier Roze.

#### Tribune Gustave-Ganay
La tribune Gustave-Ganay est la tribune du stade qui peut contenir le plus de supporters avec 22 398 sièges disponibles. Elle est nommée ainsi en l'honneur d'un coureur cycliste marseillais champion de France de demi-fond. La tribune contient une partie réservée aux supporters handicapés en partie basse, d'une capacité de 258 places. Elle est aussi la tribune la plus haute du stade, culminant à 27 mètres de 1998 à 2013.
La nouvelle tribune Ganay résultant de la rénovation avant l'Euro 2016 est inaugurée le 5 avril 2013. Elle culmine à 43 mètres, la toiture atteignant 61 mètres de hauteur. Des buvettes, des salons et 1 882 places VIP sont présents dans cette tribune.

#### Tribune Jean-Bouin

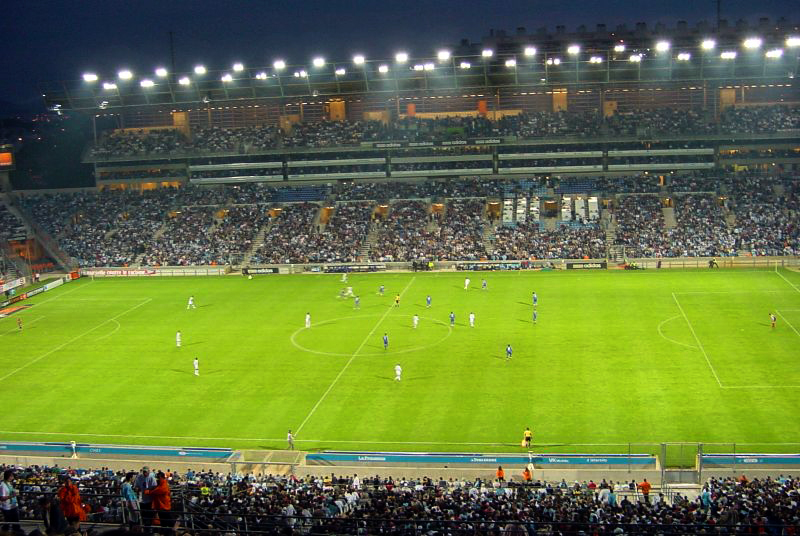
Vue de la tribune Jean-Bouin en 2006.

La tribune Jean-Bouin, qui fait face à la tribune Ganay, est la tribune principale du stade Vélodrome. Elle est de 1998 à 2013 la seule tribune couverte de l'enceinte et contient la tribune présidentielle et des loges, réservées notamment à l'accueil des V.I.P. qui souhaitent assister à des rencontres. La tribune de presse est aussi présente de ce côté-ci du stade. Les caméras de télévision étant aussi placées sur la tribune Jean Bouin, elle est la moins montrée à la télévision. Les studios de télévision sont placés à l'extrémité sud de la tribune.
Les bancs, qui sont devenus des fauteuils, sont au centre de la tribune Jean Bouin, à un niveau plus bas que celui du terrain.
Dans le bâtiment même, on retrouve les bureaux de l'administration, les salons, les offices traiteurs, le musée-boutique de l'Olympique de Marseille ou encore le poste de commandement et de sécurité. Sous la tribune se trouvent les vestiaires sportifs, les locaux des arbitres, le centre antidopage, les bureaux FIFA, l'accès presse, la salle de conférence, les locaux techniques, les studios de télévision ou encore l'infirmerie joueurs.
Cette tribune d'une capacité d'un peu plus de 16 000 porte le nom d'un coureur de fond marseillais ayant remporté une médaille d'argent sur 5 000 m aux Jeux olympiques d'été de 1912, mort pour la France en 1914.
La tribune est détruite en avril 2013 pour une refonte totale dans le cadre de la rénovation du Vélodrome.

#### Virage Nord Patrice-de-Peretti

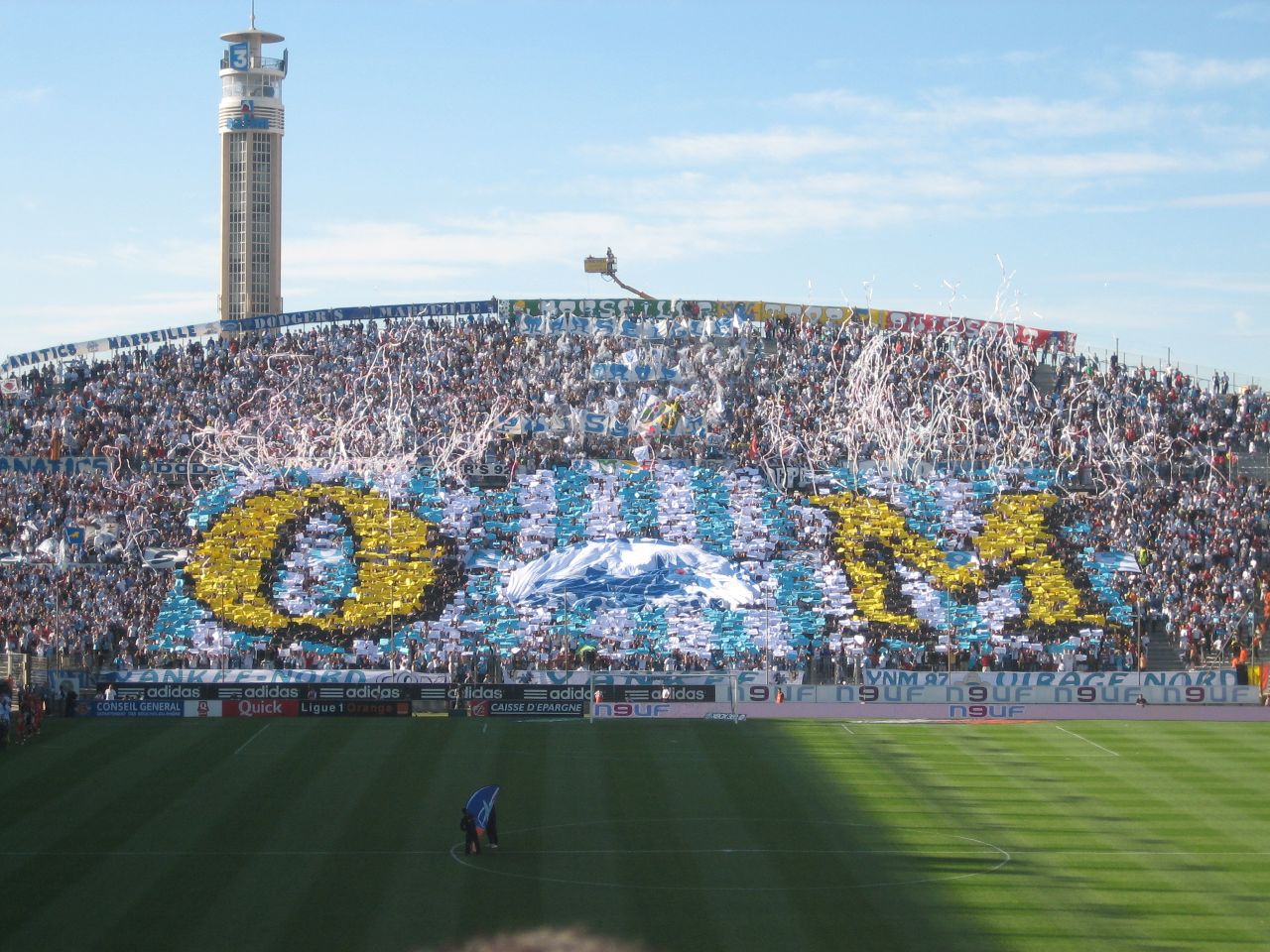
Le Virage Nord arborant un tifo au nom de l'OM.

Le virage Nord Patrice de Peretti, aussi appelé virage Depé, porte le nom d'un supporter emblématique de l'Olympique de Marseille, fondateur du groupe de supporters MTP (Marseille Trop Puissant) et décédé à l'âge de 28 ans. Auparavant, le virage portait le nom de Ray-Grassi, un boxeur marseillais. Le virage comporte environ 13 800 places. Sous le virage se trouvent des vestiaires secondaires, une infirmerie et des locaux libres.

#### Virage Sud Chevalier-Roze
Le virage Sud Chevalier-Roze, plus communément appelé virage Sud, comporte quasiment le même nombre de places que le virage Nord (13 800 places) et possède la même architecture. Ce virage porte le nom d'un noble qui s'est distingué en dégageant les cadavres de la ville, en organisant le ravitaillement de la cité ainsi qu'en érigeant un hôpital lors de l'épisode de la peste de Marseille en 1720.

### Éléments commémoratifs
Outre le nom des tribunes portant le nom de personnalités marseillaises disparues, d'autres éléments commémoratifs sont présents au stade Vélodrome. Sur le parvis du stade Vélodrome se dressent la statue du cycliste marseillais Gustave Ganay, mort d'une chute à vélo, sculptée par Élie-Jean Vézien, ainsi que celle de l'athlète marseillais Jean Bouin, mort au front lors de la Première Guerre mondiale, qui est l'œuvre de Constant Roux. Une plaque célèbre les victimes de la catastrophe de Furiani lors de la demi-finale de coupe de France Bastia-OM, le 5 mai 1992. Une autre plaque honorant le souvenir du supporter emblématique Patrice de Peretti, mort en juillet 2000, se situe aussi sur le parvis de l'enceinte. Le mur à l'entrée du musée-boutique situé tribune Jean Bouin contient les dalles dans lesquelles ont été moulées lors du match OM-Caen le 18 février 1996 les empreintes de joueurs emblématiques de l'OM tels que Josip Skoblar, Gunnar Andersson, Auguste Aquaron, Karl-Heinz Förster, Pascal Olmeta, Fabien Barthez, Jean-Pierre Papin, Chris Waddle, Basile Boli, Jean Djorkaeff ou encore Jules Zvunka. Des pièces de collection (maillots, fanions) sont aussi présents dans cette partie du stade.
Le parvis du stade, boulevard Michelet, a été renommé en 2017 en hommage au fondateur de l'OM, René Dufaure de Montmirail.

## Records d'affluence

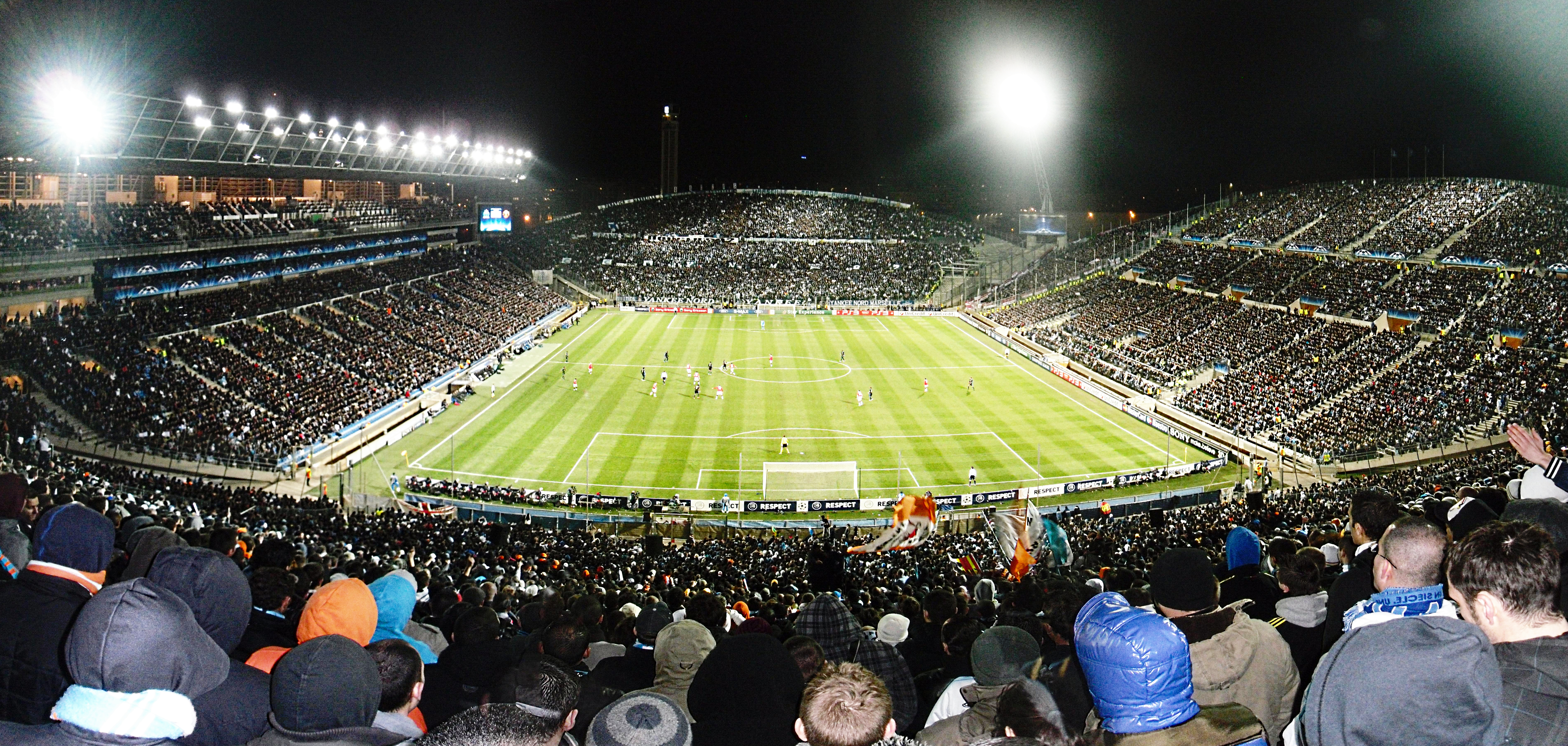
Vue panoramique du stade Vélodrome lors du match OM-Manchester le 23 février 2011.

La meilleure affluence de l'histoire du stade Vélodrome est pour la rencontre entre le Rugby club toulonnais et le Stade toulousain lors de la 23e journée du Top 14 2024-2025 le 10 mai 2025 (66 818 spectateurs).
Le Vélodrome connaît ses pires affluences lors de deux rencontres de deuxième division contre l'US Forbach. On compte 584 spectateurs payants le 28 mai 1961 mais le record est battu le 23 avril 1965 : 434 personnes sont disséminées dans les travées du Vélodrome. Par ailleurs elle a enregistré le record d'affluence pour une demi finale de C3 avec 62 312 spectateurs, le 26 avril 2018 face au Red Bull Salzbourg.
| Rang | Spectateurs | Sports     | Compétition (Tour)                                        | Rencontre                                    | Score | Date             |
| ---- | ----------- | ---------- | --------------------------------------------------------- | -------------------------------------------- | ----- | ---------------- |
| 1    | 66 818      | Rugby à XV | Championnat de France de rugby à XV 2024-2025 23e journée | Rugby club toulonnais - Stade toulousain     | 16-50 | 10 mai 2025      |
| 2    | 66 760      | Rugby à XV | Championnat de France de rugby à XV 2023-2024 Finale      | Stade toulousain - Union Bordeaux Bègles     | 59-3  | 28 juin 2024     |
| 3    | 66 312      | Football   | Championnat de France de football 2024-2025 30e journée   | Olympique de Marseille - Montpellier HSC     | 5-1   | 19 avril 2025    |
| 4    | 66 199      | Football   | Championnat de France de football 2024-2025 22e journée   | Olympique de Marseille - AS Saint-Etienne    | 5-1   | 15 février 2025  |
| 5    | 66 115      | Football   | Championnat de France de football 2024-2025 9e journée    | Olympique de Marseille - Paris Saint-Germain | 0-3   | 27 octobre 2024  |
| 6    | 66 093      | Football   | Championnat de France de football 2024-2025 20e journée   | Olympique de Marseille - Olympique lyonnais  | 3-2   | 2 février 2025   |
| 7    | 66 046      | Football   | Championnat de France de football 2023-2024 27e journée   | Olympique de Marseille - Paris Saint-Germain | 0-2   | 31 mars 2024     |
| 8    | 65 894      | Football   | Championnat de France de football 2022-2023 25e journée   | Olympique de Marseille - Paris Saint-Germain | 0-3   | 26 février 2023  |
| 9    | 65 421      | Football   | Championnat de France de football 2019-2020 13e journée   | Olympique de Marseille - Olympique lyonnais  | 2-1   | 10 novembre 2019 |
| 10   | 65 329      | Football   | Coupe de France de football 2022-2023 8e de finale        | Olympique de Marseille - Paris Saint-Germain | 2-1   | 8 février 2023   |

### Affluences moyennes par saison de l'Olympique de Marseille
Le stade Vélodrome connaît depuis de nombreuses années la meilleure affluence de Ligue 1, avec une moyenne record de près de 63 500 spectateurs lors de la saison 2024-2025. Les affluences moyennes ont fortement augmenté avec la rénovation précédant le Mondial 1998, puis celle précédant l'Euro 2016, portant la capacité du stade à un peu plus de 67 000 places. À compter de la saison 1997-1998, l'affluence moyenne franchit régulièrement la barre des 50 000 spectateurs.

## Utilisations du stade

### Olympique de Marseille

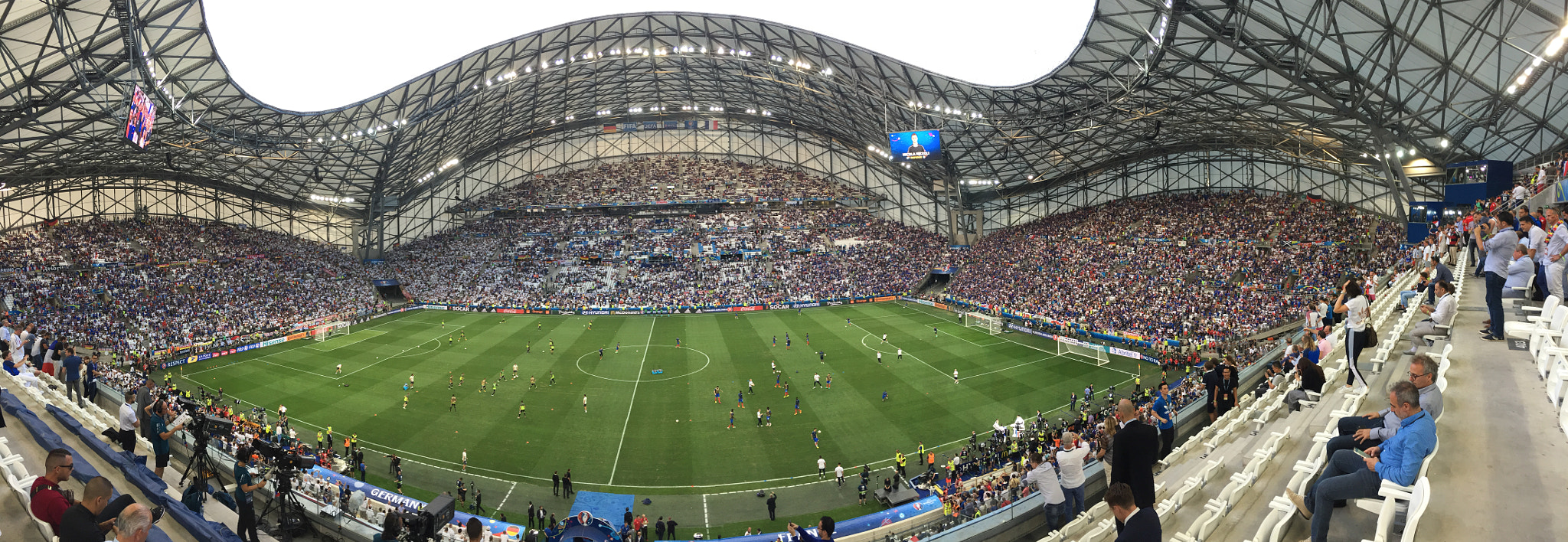
Vue panoramique du stade depuis la tribune Jean Bouin.

Le stade Vélodrome est la propriété de la ville de Marseille. Le club résident du stade est depuis 1937 l'Olympique de Marseille. Le club doit payer un loyer à la mairie de 41 500 euros par match, plus 0,63 € par spectateur lorsque l'affluence dépasse les 25 000 spectateurs. De plus l'OM a à sa charge l'entretien des zones intérieures, la sécurité (stadiers, forces de police, pompiers) et la gestion des loges. Le coût moyen d'un match est donc de 300 000 €.
Les Olympiens jouent au Vélodrome les matchs à domicile des compétitions nationales et continentales dans lesquelles ils sont engagés. Durant ces matchs, des parties du stade sont réservées aux groupes de supporters de l'Olympique de Marseille. Le Marseille Trop Puissant, les Dodgers, les Fanatics (dans la partie haute) et le Club des Amis de l'OM qui a en 2018 remplacé les Yankee Nord dans cette zone à la suite de démêlés judiciaires avec l'OM (en partie basse) occupent le virage Nord. Le virage Sud est réservé aux South Winners (partie haute) et au Commando Ultra'84 (partie basse). Le Club central des supporters a des emplacements dans tout le stade. Le Handi Fan Club se place dans les tribunes aménagées en bas de la tribune Ganay.

### Autres matchs de football

#### Coupe du monde de football de 1938
Lors de la Coupe du monde 1938, organisée en France, deux matchs sont programmés au Vélodrome. Le 5 juin 1938, en huitièmes de finale, l'équipe d'Italie, championne du monde en titre, bat la Norvège 2-1 après prolongation devant 19 000 spectateurs. Le Vélodrome est encore synonyme de victoire pour les Italiens le 16 juin 1938 en demi-finale ; ils battent les Brésiliens 2-1, sous les yeux de 33 000 personnes. Durant ces deux matchs, une partie du public marseillais composée d'antifascistes italiens réfugiés conspuent les Transalpins, décrits par Benito Mussolini comme les « soldats du fascisme », et les cheminots chantent l'Internationale.

#### Championnat d'Europe de football 1960
Le stade est utilisé pour l'organisation du Championnat d'Europe 1960 en France avec le Parc des Princes de Paris. Il accueille le 6 juillet 1960 la demi-finale entre la Tchécoslovaquie et l'Union des républiques socialistes soviétiques, qui se conclut sur le score de 0-3. Le match pour la troisième place joué trois jours plus tard entre la Tchécoslovaquie et la France est perdu par les hôtes du tournoi, les Tchécoslovaques l'emportant 2-0.

#### Championnat d'Europe de football 1984
Le championnat d'Europe des nations est à nouveau organisé en France en 1984 avec deux matchs au Vélodrome. Le premier match est un affrontement ibérique entre le Portugal et l'Espagne en phase de groupes. Ce match joué le 17 juin se conclut sur le score de 1-1. La demi-finale France-Portugal est remportée par les Bleus après prolongation dans un stade comble sur le score de 3-2, avec un doublé de Jean-François Domergue et un but de Michel Platini à la 119e minute.

#### Coupe du monde de football 1998

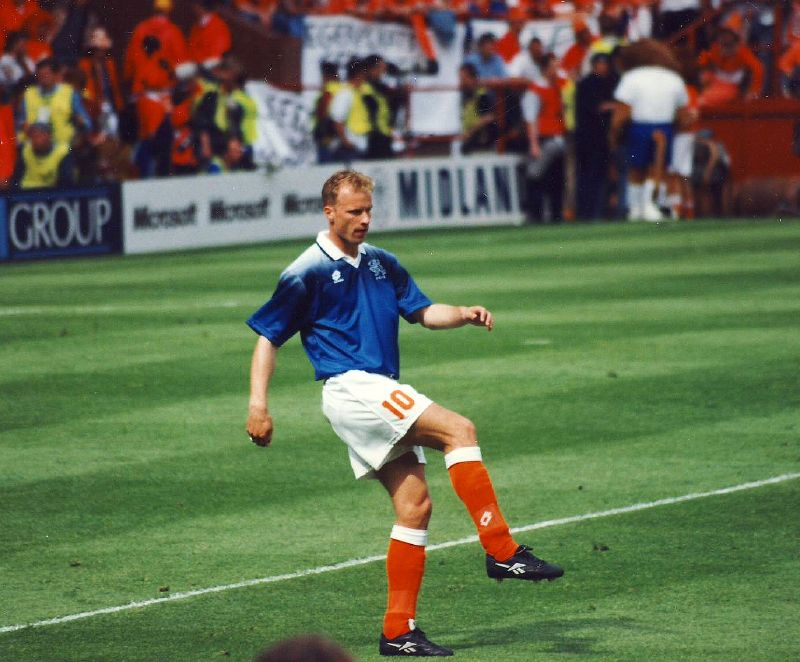
Émotions contrastées au Vélodrome pour Dennis Bergkamp, qui marque le but victorieux en quarts de finale et qui perd aux tirs au but en demi-finale.

La Coupe du monde de football 1998 s'ouvre au Vélodrome avec le tirage au sort effectué le 4 décembre 1997 devant 38 000 spectateurs et environ un milliard de téléspectateurs à travers le monde. Sept matchs se déroulent boulevard Michelet. L'équipe de France y joue son premier match de la compétition le 12 juin 1998, contre l'Afrique du Sud et s'impose 3-0 devant 55 000 spectateurs, ce qui sera l'affluence moyenne durant toute la compétition. Trois jours plus tard a lieu une rencontre entre l'Angleterre et la Tunisie, qui tourne à l'avantage des Anglais (2-0). Le match ne connaît pas d'incidents en lui-même, mais le centre de Marseille a connu deux jours d'affrontements entre hooligans anglais à tendance xénophobe et habitants de la ville. Le troisième match est une démonstration des Pays-Bas face à la Corée du Sud (5-0) le 20 juin. Toujours dans la phase de poule, la Norvège bat le 23 juin sur le score de 2-1 un Brésil déjà qualifié pour les huitièmes de finale. Ces mêmes Norvégiens sont défaits par un but à zéro face aux Italiens le 27 juin, lors du premier huitième de finale. Le 4 juillet, les Néerlandais battent en quart de finale l'Argentine 2-1, Dennis Bergkamp marquant l'un des plus beaux buts du Mondial. Le dernier match se tenant au Vélodrome est la première demi-finale entre Brésiliens et Néerlandais. Terminant le match sur le score de 1-1, les deux équipes se départagent lors de la séance de tirs au but, qui voit le Brésil être le premier finaliste du Mondial 1998.

#### Championnat d'Europe de football 2016
Le stade Vélodrome accueille six matchs de l'Euro 2016.
| Date           | Heure | Équipe 1   | Résultat                  | Équipe 2 | Tour               | Affluence |
| -------------- | ----- | ---------- | ------------------------- | -------- | ------------------ | --------- |
| 11 juin 2016   | 21.00 | Angleterre | 1 - 1                     | Russie   | 1er tour, groupe B | 62 343    |
| 15 juin 2016   | 21.00 | France     | 2 - 0                     | Albanie  | 1er tour, groupe A | 63 670    |
| 18 juin 2016   | 18.00 | Islande    | 1 - 1                     | Hongrie  | 1er tour, groupe F | 60 842    |
| 21 juin 2016   | 18.00 | Ukraine    | 0 - 1                     | Pologne  | 1er tour, groupe C | 58 874    |
| 30 juin 2016   | 21.00 | Pologne    | 1 - 1 a.p. (3 - 5 t.a.b.) | Portugal | Quart de finale    | 62 940    |
| 7 juillet 2016 | 21.00 | Allemagne  | 0 - 2                     | France   | Demi-finale        | 64 078    |

#### Équipe de France de football

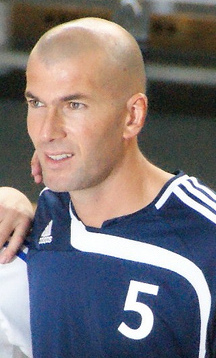
Le Marseillais Zinédine Zidane marque sur ses terres en 1998 contre la Norvège.

Le stade marseillais est le théâtre de quinze rencontres de l'équipe de France, c'est le stade hors de la région parisienne le plus visité par les Bleus. Outre les matchs de Coupe du monde et de Championnat d'Europe, les Français jouent neuf matchs amicaux ou de qualifications.
Le 8 mars 1942, les Français affrontent l'équipe de Suisse et sont battus sur le score de 0-2. Le 6 novembre 1965, la France se qualifie pour le Mondial 1966 en battant le Luxembourg 4-1 grâce à deux doublés de Philippe Gondet et Nestor Combin. Le 6 avril 1968, les Français affrontent la Yougoslavie dans le cadre des éliminatoires du Championnat d'Europe de football 1968. Ce match est en fait un quart de finale, la phase finale de l'Euro démarrant dès les demi-finales. Les Yougoslaves ouvrent le score à la 66e minute mais Fleury Di Nallo égalise douze minutes plus tard. Le score en reste là, et les Yougoslaves éliminent les Français au match retour à Belgrade grâce à une victoire 5 à 1. Les Allemands de l'Ouest se présentent au Vélodrome le 25 septembre 1968 et y obtiennent le nul (1-1). Bernard Bosquier marque à la 72e minute de ce match amical, en reprenant un corner mal dégagé de Georges Bereta, la RFA égalisant quatre minutes avant la fin du match grâce à Berti Vogts.
Les Bleus reviennent à Marseille seize ans après, le 1er juin 1984, quelques jours avant le début de l'Euro 1984, pour y affronter l'Écosse. Alain Giresse et Bernard Lacombe, tous deux servis par Michel Platini, donnent la victoire aux Français.
Français et Norvégiens inaugurent le nouveau stade Vélodrome le 25 février 1998. Laurent Blanc, Marcel Desailly et Zinédine Zidane marquent côté français, Frank Strandli, Tore Andre Flo et Vegard Heggem faisant trembler les filets de Fabien Barthez. Lors de la Coupe du monde 1998, l'équipe de France dispute son premier match contre l'Afrique du Sud le 12 juin. Les Français s'imposent 3-0 grâce à des buts de Christophe Dugarry, Pierre Issa (c.s.c.) et Thierry Henry. Ce succès permit de lancer l'équipe de France dans cette Coupe du Monde remportée un mois plus tard le 12 juillet 1998 contre le Brésil. Un an plus tard, les champions du monde battent les Marocains grâce à une réalisation de Youri Djorkaeff. Le 16 août 2000, les Français sacrés champions d'Europe battent sur le score de 5-1 une sélection mondiale de la FIFA, lors d'un match de charité, le Parisien Nicolas Anelka ainsi que le Bordelais Christophe Dugarry s'attirant les foudres du public marseillais. En 2009 les Bleus y jouent un match amical, défaite 2-0 face aux Argentins. En novembre 2014, les Bleus viennent à bout de la Suède 1 à 0 grâce à une tête de Raphaël Varane.
La dernière apparition en compétition des Bleus date du 7 juillet 2016 lors du Allemagne-France en demi-finale de l'Euro 2016. Grâce à un doublé d'Antoine Griezmann, la France remporte le match 2-0 et se qualifie pour la finale. L'équipe de France rejoue au stade lors d'un match amical en 2022.
| Liste des matchs de l'équipe de France de football disputés au stade Vélodrome | Liste des matchs de l'équipe de France de football disputés au stade Vélodrome | Liste des matchs de l'équipe de France de football disputés au stade Vélodrome | Liste des matchs de l'équipe de France de football disputés au stade Vélodrome | Liste des matchs de l'équipe de France de football disputés au stade Vélodrome | Liste des matchs de l'équipe de France de football disputés au stade Vélodrome | Liste des matchs de l'équipe de France de football disputés au stade Vélodrome |
| N°                                                                             | Date                                                                           | Match                                                                          | Score                                                                          | Compétition                                                                    | Affluence                                                                      |                                                                                |
| ------------------------------------------------------------------------------ | ------------------------------------------------------------------------------ | ------------------------------------------------------------------------------ | ------------------------------------------------------------------------------ | ------------------------------------------------------------------------------ | ------------------------------------------------------------------------------ | ------------------------------------------------------------------------------ |
| 1                                                                              | 8 mars 1942                                                                    | France - Suisse                                                                | 0-2                                                                            | Match amical                                                                   | 39 000                                                                         |                                                                                |
| 2                                                                              | 9 juillet 1960                                                                 | Tchécoslovaquie - France                                                       | 2-0                                                                            | Euro 1960 (petite finale)                                                      | 9 438                                                                          |                                                                                |
| 3                                                                              | 6 novembre 1965                                                                | France - Luxembourg                                                            | 4-1                                                                            | Éliminatoires de la Coupe du monde 1966                                        | 30 080                                                                         |                                                                                |
| 4                                                                              | 6 avril 1968                                                                   | France - Yougoslavie                                                           | 1-1                                                                            | Éliminatoires de l'Euro 1968 (quart de finale)                                 | 35 423                                                                         |                                                                                |
| 5                                                                              | 25 septembre 1968                                                              | France - Allemagne de l'Ouest                                                  | 1-1                                                                            | Match amical                                                                   | 22 355                                                                         |                                                                                |
| 6                                                                              | 1er juin 1984                                                                  | France - Écosse                                                                | 2-0                                                                            | Match amical                                                                   | 24 641                                                                         |                                                                                |
| 7                                                                              | 23 juin 1984                                                                   | France - Portugal                                                              | 3-2 ap                                                                         | Euro 1984 (demi-finale)                                                        | 54 848                                                                         |                                                                                |
| 8                                                                              | 25 février 1998                                                                | France - Norvège                                                               | 3-3                                                                            | Match amical                                                                   | 47 124                                                                         |                                                                                |
| 9                                                                              | 12 juin 1998                                                                   | France - Afrique du Sud                                                        | 3-0                                                                            | Coupe du monde 1998 (1er tour)                                                 | 55 000                                                                         |                                                                                |
| 10                                                                             | 20 janvier 1999                                                                | France - Maroc                                                                 | 1-0                                                                            | Match amical                                                                   | 46 756                                                                         |                                                                                |
| 11                                                                             | 16 août 2000                                                                   | France - Sélection FIFA                                                        | 5-1                                                                            | Match amical                                                                   | 58 016                                                                         |                                                                                |
| 12                                                                             | 11 février 2009                                                                | France - Argentine                                                             | 0-2                                                                            | Match amical                                                                   | 60 000                                                                         |                                                                                |
| 13                                                                             | 18 novembre 2014                                                               | France - Suède                                                                 | 1-0                                                                            | Match amical                                                                   | 55 000                                                                         |                                                                                |
| 14                                                                             | 15 juin 2016                                                                   | France - Albanie                                                               | 2-0                                                                            | Euro 2016 (1er tour)                                                           | 63 670                                                                         |                                                                                |
| 15                                                                             | 7 juillet 2016                                                                 | Allemagne - France                                                             | 0-2                                                                            | Euro 2016 (demi-finale)                                                        | 64 078                                                                         |                                                                                |
| 16                                                                             | 25 mars 2022                                                                   | France - Côte d'Ivoire                                                         | 2-1                                                                            | Match amical                                                                   | 62 510                                                                         |                                                                                |
| 17                                                                             | 26 mars 2024                                                                   | France - Chili                                                                 | 3-2                                                                            | Match amical                                                                   | 55 000                                                                         |                                                                                |

#### Équipe de France de football féminin
L'équipe de France de football féminin dispute trois rencontres au stade Vélodrome. Les Françaises rencontrent le 28 mars 1992 la Norvège devant 3 000 spectateurs. Les deux équipes se quittent sur un score nul et vierge,.
La deuxième rencontre a lieu le 16 août 2000 : la France accueille l'équipe féminine d'Angleterre en lever de rideau du match de football masculin France-Sélection FIFA. La gardienne britannique est battue dès la cinquième minute par une frappe dans la lucarne d'Anne Zenoni. Aucun autre but n'est marqué, les Françaises s'imposant devant près de 50 000 spectateurs,.
Le samedi 20 janvier 2018, les Bleues ont affronté l'Italie en match amical. Après une grossière erreur de Sarah Bouhhadi, les Bleues égalisent quelques minutes plus tard grâce à Amandine Henry, d'une frappe plutôt chanceuse. Malgré ces deux buts précoces, le score ne bougera plus (1-1).

#### Tournoi de football des Jeux olympiques
Le stade a été souvent présélectionné pour accueillir plusieurs matchs du tournoi de football des Jeux olympiques. Ainsi, il fut inclus dans les dispositifs des candidatures olympiques françaises de 1992, 2008, 2012 et 2024,, toutes ayant pour ville-hôte Paris. Seule la candidature ratée de Lille pour les Jeux de 2004 ne prévoyait pas le stade dans le dispositif.
Après les échecs de 1992, 2008 et 2012, Paris accueille les Jeux olympiques d'été de 2024, le Vélodrome est donc inclus dans le dispositif des Jeux olympiques, perdant son naming pendant la compétition. La ville se félicite de son implication forte, en cumulant également l'organisation des épreuves de voile.

#### Challenge des champions
Le stade Vélodrome accueille la première édition du Challenge des champions entre le Stade de Reims et le Lille OSC le 14 septembre 1955. L'enceinte marseillaise accueille deux autres éditions, en 1958 entre le Stade de Reims et le Nîmes Olympique, et en 1961 entre l'AS Monaco et l'UA Sedan-Torcy.

### Autres utilisations sportives

#### Rugby

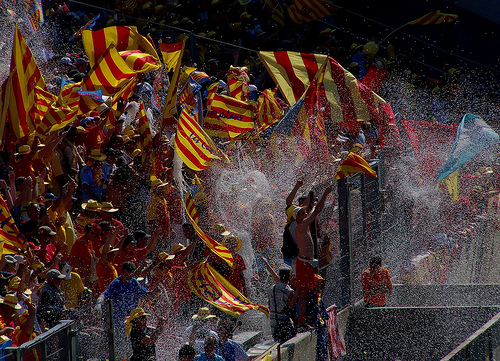
Supporters de l'USA Perpignan au stade Vélodrome lors de la demi-finale du Top 14 2007-2008 face à l'ASM Clermont.

Le stade Vélodrome accueille régulièrement des matchs de rugby, nationaux et internationaux. Si de nos jours ces événements sont le plus souvent du rugby à XV, les premiers matchs de rugby joués au Vélodrome sont des matchs de rugby à XIII. Le premier match de l'équipe de France de rugby à XIII a lieu le 16 janvier 1938 et voit une victoire de l'Australie devant 24 000 spectateurs. Après la Libération, le 18 janvier 1947 le XIII de France bat le pays de Galles (14-5), lançant une série de matchs internationaux disputés dans ce stade devant des foules importantes. Le Marseille XIII y remporte dans les années 1950 plusieurs titres nationaux. En 1954 et 1972, la France organise la Coupe du monde de rugby à XIII et une rencontre de chaque édition est disputée, ainsi qu'un match de la Coupe du monde de rugby à XIII 1975, entre la France et la Nouvelle-Zélande. Ce sport, populaire après-guerre (30 000 personnes sont présentes lors du match France-Pays de Galles le 10 avril 1949), disparaît peu à peu des gradins du Vél' : le dernier match international, qui voit s'affronter la France et la Nouvelle-Zélande, se joue le 24 novembre 1985 devant seulement 1 485 spectateurs.

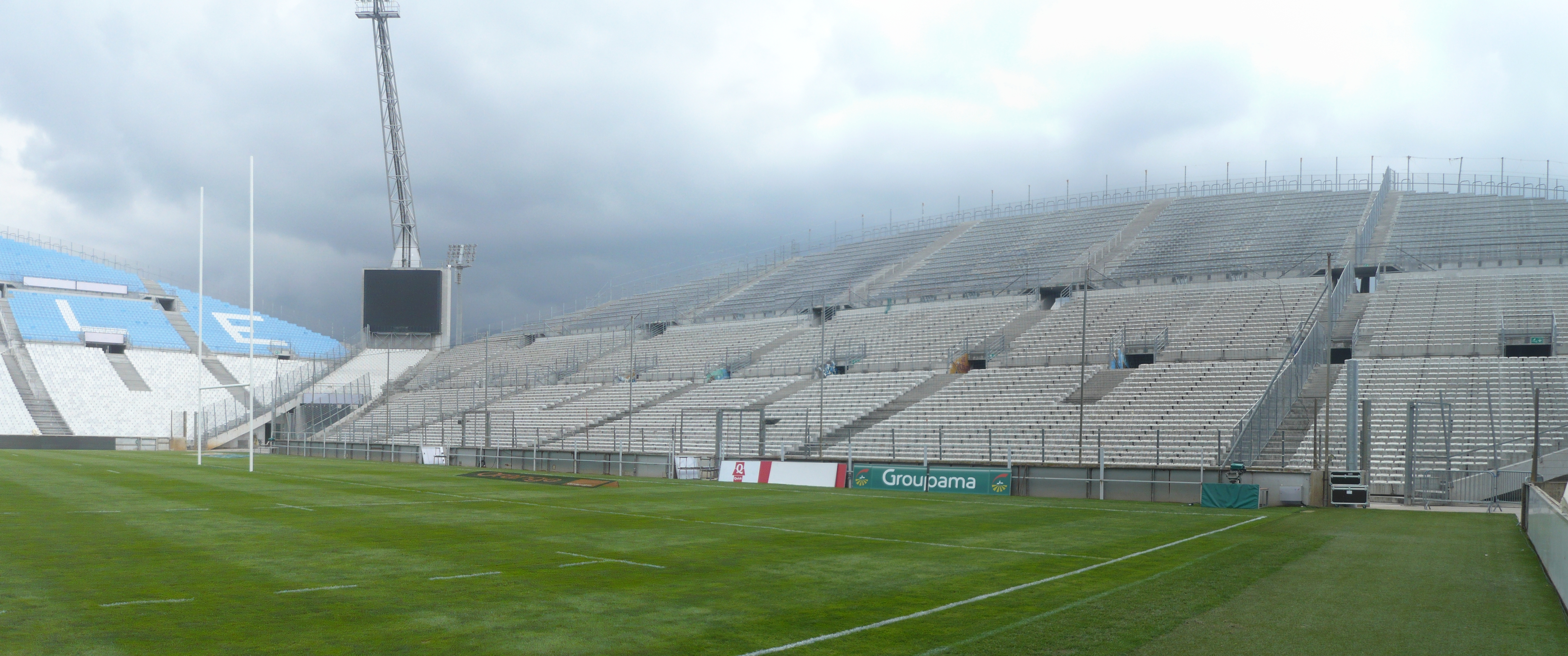
Le stade Vélodrome équipé de poteaux de rugby.

##### Equipe de France
Le rugby à XV ne vient que très tardivement au stade Vélodrome : le premier test match a lieu en 2000, lorsque la France bat la Nouvelle-Zélande sur le score de 42 à 33. Sept rencontres de l'édition 2007 de la Coupe du monde de rugby à XV se jouent au Vélodrome.  En 2018, le Vélodrome accueille pour la première fois un match du Tournoi des Six Nations, France-Italie, le 23 février 2018. C'est également le premier match du tournoi, avec la France pays-hôte, qui se joue en dehors de l'Île-de-France. Il s'agit d'une promesse de Bernard Laporte, le nouveau président de la FFR.
Malgré cette arrivée récente du XV de France, le Vélodrome acquiert rapidement le statut d'un stade mythique du XV de France, qui y remporte 12 victoires en 15 matchs, et vainc notamment l'Australie, l'Angleterre et l'Afrique du Sud deux fois consécutives. L'ambiance exceptionnelle qui y règne est saluée: avant le quart de finale de la Coupe du monde 2023 contre le XV de France, les Springboks, marqués par le bruit de la rencontre un an auparavant, s'entrainent avec des enceintes reproduisant le bruit de la foule. 
| N° | Date              | Rencontre                 | Score | Type                    | Affluence |
| -- | ----------------- | ------------------------- | ----- | ----------------------- | --------- |
| 1  | 18 novembre 2000  | France - Nouvelle-Zélande | 42-33 | Test                    | 60 000    |
| 2  | 17 novembre 2001  | France - Australie        | 14-13 | Test                    | 59 000    |
| 3  | 9 novembre 2002   | France - Afrique du Sud   | 30-10 | Test                    | 57 203    |
| 4  | 30 août 2003      | France - Angleterre       | 17-16 | Prépa Coupe du Monde    | 58 000    |
| 5  | 20 novembre 2004  | France - Argentine        | 14-24 | Test                    | 57 000    |
| 6  | 5 novembre 2005   | France - Australie        | 26-16 | Test                    | 57 939    |
| 7  | 18 août 2007      | France - Angleterre       | 22-9  | Prépa Coupe du Monde    | 57 575    |
| 8  | 27 septembre 2007 | France - Géorgie          | 64-7  | Coupe du Monde          | 58 695    |
| 9  | 8 novembre 2008   | France - Argentine        | 12-6  | Test                    | 57 030    |
| 10 | 28 novembre 2009  | France - Nouvelle-Zélande | 12-39 | Test                    | 58 145    |
| 11 | 8 novembre 2014   | France - Fidji            | 40-15 | Test                    | 44 091    |
| 12 | 23 février 2018   | France - Italie           | 34-17 | Tournoi des Six-Nations | 48 569    |
| 13 | 12 novembre 2022  | France - Afrique du Sud   | 30-26 | Test                    | 62 848    |
| 14 | 21 septembre 2023 | France - Namibie          | 96-0  | Coupe du Monde          | 63 486    |
| 15 | 2 février 2024    | France - Irlande          | 17-38 | Tournoi des Six-Nations | 62 565    |

##### Coupes du Monde de rugby

###### Coupe du Monde 2007
| Coupe du Monde 2007 | Coupe du Monde 2007 | Coupe du Monde 2007 | Coupe du Monde 2007 | Coupe du Monde 2007 | Coupe du Monde 2007 |
| Date                | Équipe 1            | Résultat            | Équipe 2            | Tour                | Affluence           |
| ------------------- | ------------------- | ------------------- | ------------------- | ------------------- | ------------------- |
| 8 septembre 2007    | Nouvelle-Zélande    | 76-14               | Italie              | 1er tour, poule C   | 58 612              |
| 12 septembre 2007   | Italie              | 24-18               | Roumanie            | 1er tour, poule C   | 44 241              |
| 22 septembre 2007   | Argentine           | 63-3                | Namibie             | 1er tour, poule B   | 55 067              |
| 30 septembre 2007   | France              | 64-7                | Géorgie             | 1er tour, poule B   | 58 695              |
| 6 octobre 2007      | Australie           | 10-12               | Angleterre          | Quart de finale     | 59 102              |
| 7 octobre 2007      | Afrique du Sud      | 37-20               | Fidji               | Quart de finale     | 55 943              |

###### Coupe du Monde 2023
Le Stade Vélodrome est de nouveau choisi pour accueillir des rencontres de la Coupe du Monde, et deux quart de finale, dans son enceinte rénovée.
Le premier match est marqué par des problèmes d'accès  au stade, des milliers de spectateurs étant encore coincés sur le parvis Jean Bouin seulement quelques minutes avant le début d'Angleterre-Argentine. Le problème vient d'un manque de l'organisation, qui a indiqué sur tous les billets de descendre à la station de métro Rond-point du Prado. Or, celle-ci ne dessert que les tribunes Jean Bouin et Virage Nord: les spectateurs des Virage Sud et tribune Ganay (desservis par la station Sainte-Marguerite Dromel) se sont donc aussi retrouvés sur le parvis, créant un entonnoir au niveau des portes de sécurité. Le problème est réglé pour les matchs suivants.
| Coupe du Monde 2023 | Coupe du Monde 2023 | Coupe du Monde 2023 | Coupe du Monde 2023 | Coupe du Monde 2023 | Coupe du Monde 2023 | Coupe du Monde 2023 |
| Date                | Heure               | Équipe 1            | Résultat            | Équipe 2            | Tour                | Affluence           |
| ------------------- | ------------------- | ------------------- | ------------------- | ------------------- | ------------------- | ------------------- |
| 9 septembre 2023    | 21 h                | Angleterre          | 27 - 10             | Argentine           | 1er tour, poule D   | 63 118              |
| 10 septembre 2023   | 17 h 45             | Afrique du Sud      | 18 - 3              | Écosse              | 1er tour, poule B   | 63 586              |
| 21 septembre 2023   | 21 h                | France              | 96 - 0              | Namibie             | 1er tour, poule A   | 63 486              |
| 1er octobre 2023    | 21 h                | Afrique du Sud      | 49 - 18             | Tonga               | 1er tour, poule B   | 60 387              |
| 14 octobre 2023     | 17 h                | Pays de Galles      | 17 - 29             | Argentine           | Quart de finale     | 62 576              |
| 15 octobre 2023     | 17 h                | Angleterre          | 30 - 24             | Fidji               | Quart de finale     | 61 863              |

En 2024, le stade de France fait l'objet de travaux préalables à l'organisation des Jeux olympiques. Des évènements rugbystiques qui y ont traditionnellement lieu durant le premier semestre sont ainsi délocalisés. Le stade Vélodrome est retenu pour l'organisation du match France-Irlande du Tournoi des Six Nations le 2 février ainsi que pour la finale du Top 14 qui oppose le Stade toulousain à l'Union Bordeaux Bègles,, qui bat alors le record d'affluence du stade. Il accueillera à nouveau en 2026 les deux demi-finales du Top 14.

###### RC Toulon
Depuis 2009, le Rugby Club Toulonnais délocalise ses rencontres de gala au Stade Vélodrome, et en particulier les rencontres de Top 14 contre le Stade Toulousain. Les rencontres au Vélodrome permettent, en une seule rencontre, d'encaisser la recette brute de 4 ou 5 matchs disputés à Mayol, d'autant plus avec le succès croissant et continu du rugby qui permet au club de disputer ses matchs à guichet fermé. C'est même lors de la rencontre du RCT contre Toulouse du 10 mai 2025 qu'est battu le record d'affluence, tous sports confondus, du stade, avec 66 818 spectateurs. 
| N° | Date              | Adversaire                | Score | Compétition                | Affluence |
| -- | ----------------- | ------------------------- | ----- | -------------------------- | --------- |
| 1  | 18 avril 2009     | Stade Toulousain          | 14-6  | Top 14 (J23)               | 57 039    |
| 2  | 20 septembre 2009 | Stade Toulousain          | 18-13 | Top 14 (J7)                | 48 000    |
| 3  | 17 avril 2010     | USAP Perpignan            | 33-23 | Top 14 (J25)               | 57 000    |
| 4  | 18 septembre 2010 | ASM Clermont              | 28-16 | Top 14 (J7)                | 45 000    |
| 5  | 16 avril 2011     | Stade Toulousain          | 21-9  | Top 14 (J24)               | 51 406    |
| 6  | 14 avril 2013     | ASM Clermont              | 26-26 | Top 14 (J24)               | 34 040    |
| 7  | 29 mars 2014      | Stade Toulousain          | 32-28 | Top 14 (J23)               | 38 808    |
| 8  | 27 avril 2014     | Munster                   | 24-16 | Champions Cup (1/2 finale) | 37 043    |
| 9  | 28 mars 2015      | Stade Toulousain          | 24-34 | Top 14 (J21)               | 64 819    |
| 10 | 19 avril 2015     | Leinster                  | 25-20 | Champions Cup (1/2 finale) | 35 116    |
| 11 | 3 avril 2016      | Montpellier Hérault Rugby | 18-19 | Top 14 (J20)               | 57 886    |
| 12 | 2 octobre 2016    | ASM Clermont              | 28-6  | Top 14                     | 38 012    |
| 13 | 9 avril 2017      | Stade Toulousain          | 33-23 | Top 14 (J23)               | 51 672    |
| 14 | 14 avril 2018     | Montpellier Hérault Rugby | 32-17 | Top 14 (J24)               | 38 483    |
| 15 | 6 avril 2019      | Stade Toulousain          | 25-10 | Top 14 (J21)               | 43 089    |
| 16 | 23 avril 2022     | Stade Toulousain          | 19-15 | Top 14 (J23)               | 64 805    |
| 17 | 18 février 2023   | Stade Toulousain          | 17-6  | Top 14 (J18)               | 43 803    |
| 18 | 6 mai 2023        | Stade Rochelais           | 8-23  | Top 14 (J24)               | 41 990    |
| 19 | 20 avril 2024     | Stade Toulousain          | 20-19 | Top 14 (J21)               | 61 984    |
| 20 | 10 mai 2025       | Stade Toulousain          | 16-50 | Top 14 (J23)               | 66 818    |

##### Compétitions de clubs
| N° | Date         | Adversaire 1     | Score | Adversaire 2              | Compétition   | Phase      | Affluence |
| -- | ------------ | ---------------- | ----- | ------------------------- | ------------- | ---------- | --------- |
| 1  | 2 juin 2007  | Stade Toulousain | 15-20 | ASM Clermont              | Top 14        | 1/2 finale | 57 300    |
| 2  | 21 juin 2008 | USAP Perpignan   | 7-21  | ASM Clermont              | Top 14        | 1/2 finale | 55 000    |
| 3  | 23 mai 2010  | Cardiff Blues    | 28-21 | RC Toulon                 | Challenge Cup | Finale     | 48 990    |
| 4  | 27 mai 2011  | Stade Toulousain | 29-6  | ASM Clermont              | Top 14        | 1/2 finale | 56 676    |
| 5  | 28 mai 2011  | Racing 92        | 25-26 | Montpellier Hérault Rugby | Top 14        | 1/2 finale | 56 855    |
| 6  | 26 mai 2017  | Stade rochelais  | 15-18 | RC Toulon                 | Top 14        | 1/2 finale | 63 642    |
| 7  | 27 mai 2017  | ASM Clermont     | 37-31 | Racing 92                 | Top 14        | 1/2 finale | 64 123    |
| 8  | 27 mai 2022  | LOU Rugby        | 30-12 | RC Toulon                 | Challenge Cup | Finale     | 51 631    |
| 9  | 28 mai 2022  | Stade rochelais  | 24-21 | Leinster                  | Champions Cup | Finale     | 59 682    |
| 10 | 28 juin 2024 | Stade Toulousain | 59-3  | Union Bordeaux-Bègles     | Top 14        | Finale     | 66 760    |

#### Cyclisme
Le stade est aussi à son origine un vélodrome ; il accueille dix arrivées du Tour de France cycliste jusqu'en 1967 ainsi que les Championnats du monde de cyclisme sur piste 1972. Il accueille de nouveau le départ et l'arrivée d'un contre-la-montre du Tour de France le 22 juillet 2017, l'avant-dernière étape de l'édition avant l'arrivée à Paris. La fréquentation est décevante malgré sa gratuité, les marseillais ont préféré voir les cyclistes dans les rues de la ville,. Plusieurs années consécutives, le stade est lieu d'arrivée du Grand Prix La Marseillaise, dont l'édition 2022.

### Concerts

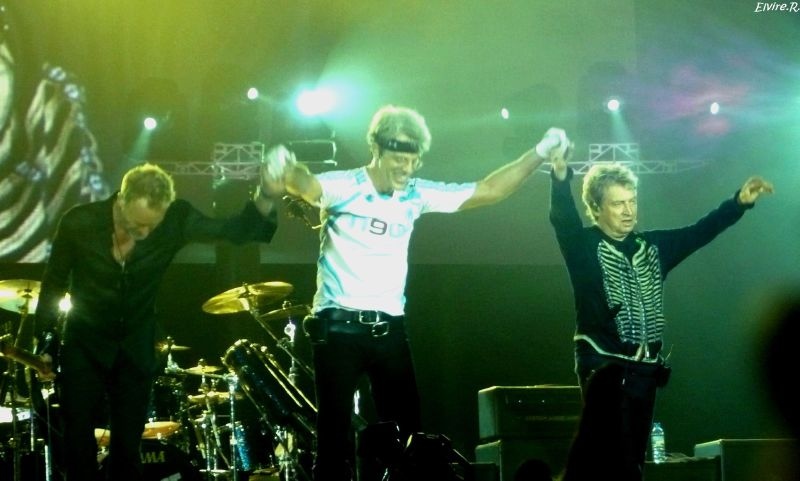
The Police au stade Vélodrome. Stewart Copeland au centre revêt un maillot de l'OM.

Le 16 juillet 2009, lors des préparatifs d'un concert de Madonna, à la suite de la défaillance de l'un des quatre treuils servant à hisser la structure de la scène, son toit de 60 tonnes tombe, écrasant au passage l'une des grues et faisant deux morts et dix blessés.
Le record d'affluence d'un concert date du 24 mai 2025, lors du concert de Jul, ayant accueilli 73 158 personnes.
| N° | Date             | Artiste           | Tournée                          | Première partie / Invités | Affluence              |
| -- | ---------------- | ----------------- | -------------------------------- | --- | ---------------------- |
| 1  | 5 septembre 1980 | Julio Iglesias    |                                  | | 3 500                  |
| 2  | 17 mai 1983      | Joan Baez         |                                  | |                        |
| 3  | 21 novembre 1984 | Metallica         | Kill'em All for One Tour         | |                        |
| 4  | 18 juillet 1989  | Pink Floyd        | A Momentary Lapse of Reason Tour | | 45 000                 |
| 5  | 20 juin 1990     | Rolling Stones    | Steel Wheels / Urban Jungle Tour | Gun | 55 000                 |
| 6  | 14 juillet 1993  | U2                | Zoo Tv Tour                      | An Emotional Fish |                        |
| 7  | 5 septembre 1993 | Jean-Michel Jarre |                                  | | 25 000                 |
| 8  | 16 juillet 2000  | Johnny Hallyday   | Tour 2000                        | Sonia Lacen / Jean-Louis Aubert / Nawfel | 52 000                 |
| 9  | 15 juin 2002     | Luciano Pavarotti |                                  | | 25 000                 |
| 10 | 25 juin 2003     | Johnny Hallyday   | Tournée des Stades               | Natasha St-Pier / Chimène Badi | 55 000                 |
| 11 | 5 juillet 2003   | Rolling Stones    | Licks Tour                       | | 50 000                 |
| 12 | 16 juillet 2006  | Johnny Hallyday   | Flashback Tour                   | Fabrice Mauss / Anggun | 50 000                 |
| 13 | 3 juin 2008      | The Police        | The Police Reunion Tour          | | 47 337                 |
| 14 | 9 juin 2009      | AC/DC             | Black Ice World Tour             | The Answer / Cafe Bertrand | 57 000                 |
| 15 | 11 juillet 2009  | Johnny Hallyday   | Tour 66                          | David Hallyday |                        |
| 16 | 5 juin 2015      | Paul McCartney    | Out There Tour                   | | 38 000                 |
| 17 | 28 juin 2015     | Summer Festival   | Summer Festival                  | | 18 000                 |
| 18 | 13 mai 2016      | AC/DC             | Rock or Bust World Tour          | Tyler Bryant & The Shakedown | 55 000                 |
| 19 | 1 juillet 2017   | Summer Festival   | Summer Festival                  | | 22 000                 |
| 20 | 18 juillet 2017  | Céline Dion       | Celine Dion Live 2017            | Véronic DiCaire | 43 128                 |
| 21 | 7 octobre 2017   | Soprano           | Everest Tour                     | Dj Carlton / Jul / Black M / Alonzo / Marina Kaye / Vincenzo /                                                                                                | 53 000                 |
| 22 | 26 juin 2018     | Rolling Stones    | No Filter Tour                   | The Glorious Sons | 53 409                 |
| 23 | 30 juin 2018     | Summer Festival   | Summer Festival                  | | 15 000                 |
| 24 | 8 juillet 2019   | Muse              | Simulation Theory World Tour     | | 55 330                 |
| 25 | 11 octobre 2019  | Soprano           | Phoenix Tour                     | DJ Carlton /L'Algérino / Psy 4 / IAM / Soolking | 100 000 sur deux jours |
| 26 | 12 octobre 2019  | Soprano           | Phoenix Tour                     | DJ Carlton /L'Algérino / Psy 4 / IAM / Soolking | 100 000 sur deux jours |
| 27 | 4 septembre 2021 | Soso Maness       |                                  | | 2 000                  |
| 28 | 4 juin 2022      | Jul               |                                  | Moubarak / Houari / Morad / Alonzo / Naps / Sch / Kofs / Soso Maness / Elams / Solda                                                                          | 52 000                 |
| 29 | 11 juin 2022     | Indochine         | Central Tour                     | | 59 400                 |
| 30 | 18 juin 2022     | Soprano           | Chasseur d'étoiles Tour          | Clément Albertini / Marina Kaye / Kenji Girac / Naps / SCH / Vincenzo / Alonzo                                                                                | 55 000                 |
| 31 | 19 juin 2022     | Soprano           | Chasseur d'étoiles Tour          | Clément Albertini / Marina Kaye / Kenji Girac / Naps / SCH / Vincenzo / Alonzo                                                                                |                        |
| 32 | 11 juin 2023     | Beyoncé           | Renaissance World Tour           | | 56 352                 |
| 33 | 8 juillet 2023   | Mylène Farmer     | Nevermore 2023/2024              | | 50 000                 |
| 34 | 15 juillet 2023  | Muse              | Will of the People World Tour    | Royal Blood One Ok Rock | 50 000                 |
| 35 | 22 juillet 2023  | SCH               |                                  | Jul / Kofs / Naps / Soso Maness / Elams / Solda / Houari / Unknown T / Sofiane Pamart / PLK / Hamza                                                           | 53 400                 |
| 36 | 8 juin 2024      | Rammstein         | Rammstein Stadium Tour           | | 53 000                 |
| 37 | 23 mai 2025      | Jul               |                                  | Gim's / PLK / SDM / | 73 128                 |
| 38 | 24 mai 2025      | Jul               |                                  | | 73 158                 |
| 39 | 31 mai 2025      | Bruce Springsteen | Land of Hope and Glory tour      | | 61 613                 |
| 40 | 6 juin 2025      | Ed Sheeran        | Mathematics Tour +–=÷×           | Soprano / Myles Smith / Tori Kelly | 71 500                 |
| 41 | 7 juin 2025      | Ed Sheeran        | Mathematics Tour +–=÷×           | Soprano / Myles Smith / Tori Kelly | 60 000                 |
| 42 | 21 juin 2025     | David Guetta      | The Monolith Tour                | Black Eyed Peas / Themba / John Summit | 65 000                 |
| 43 | 28 juin 2025     | IAM               |                                  | L'Algérino / Alonzo / Arsenik / Bouga / Djibril Cissé / Wallen / Sébastien Damiani / Faf Larage / Kalash / Le Rat Luciano / Stomy Bugsy / Cut Killer / Khaled | 55 000                 |
| 44 | 19 juillet 2025  | Alonzo            |                                  | | 59 254                 |

### Autres événements
Le Vélodrome est le théâtre de meetings politiques, avec le 11 avril 1981 la présence du communiste Georges Marchais,, et celle le 17 avril 1988 de Jean-Marie Le Pen, leader du Front national. Depuis, le maire de Marseille Jean-Claude Gaudin refuse toute utilisation politique du stade Vélodrome qui « doit rester un lieu de consensus, un lieu pour le sport, la culture, la fête et l’unité de toutes les communautés ». Chaque fin d'année, des milliers d'écoliers marseillais se réunissent au Vélodrome pour la traditionnelle fête des écoles, spectacle donné par les écoliers et préparé durant l'année scolaire. Le 15 octobre 2020, le stade Vélodrome accueille l'émission politique Vous avez la parole sur France 2, consacrée à la pandémie de Covid-19 en France. 
Le stade accueille aussi des spectacles comme Holiday on Ice dans les années 1950. 
De mars à juin 2021, le stade vélodrome est transformé en « vaccinodrome » pour la campagne de vaccination massive contre la pandémie de coronavirus,.
Le 23 septembre 2023, le pape François en visite à Marseille pour deux jours, y célèbre une messe en présence de près de 62 000 fidèles et du président de la République Emmanuel Macron. A cette occasion, le groupe des South Winners déploie un tifo représentant le pape et Notre-Dame de la Garde.
Le stade accueille l'humoriste Redouane Bougheraba pour son spectacle le 22 juin 2024.
Le Vélodrome est aussi un lieu de tournage pour le cinéma et les clips musicaux. Le film Stillwater contient une scène se déroulant lors d'un match entre l'OM et Lyon en 2019 ; une scène de Taxi 4 avec Djibril Cissé se tourne aussi au Vélodrome. Les clips de Santa Maradona de la Mano Negra (1994), de Halla, Halla de Soprano en 2007, ou encore de Bande organisée en 2020 ont été tournés dans l'enceinte marseillaise.

## Environnement et accès

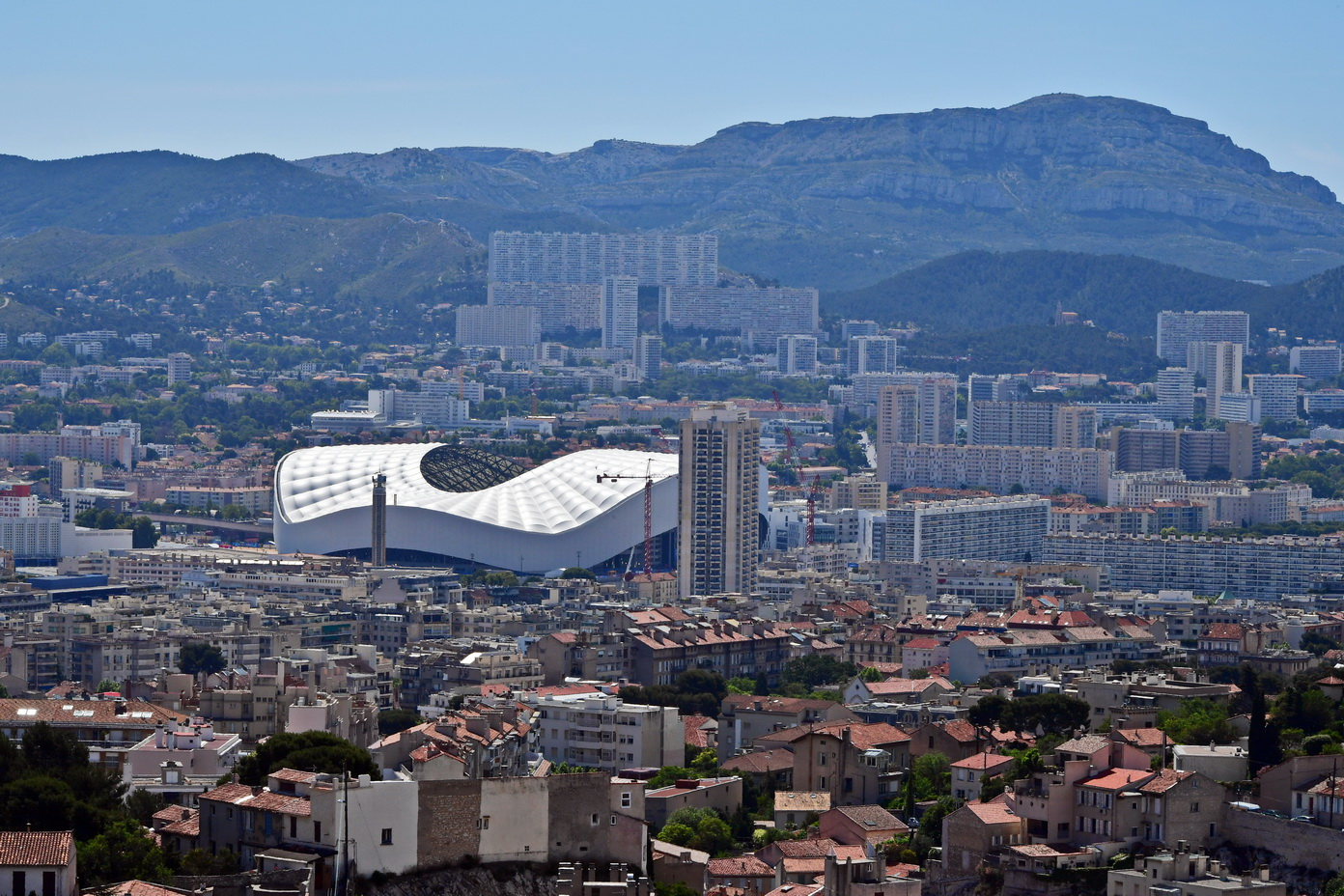
Vue générale de l'actuel stade Vélodrome depuis la ville de Marseille.

### Situation

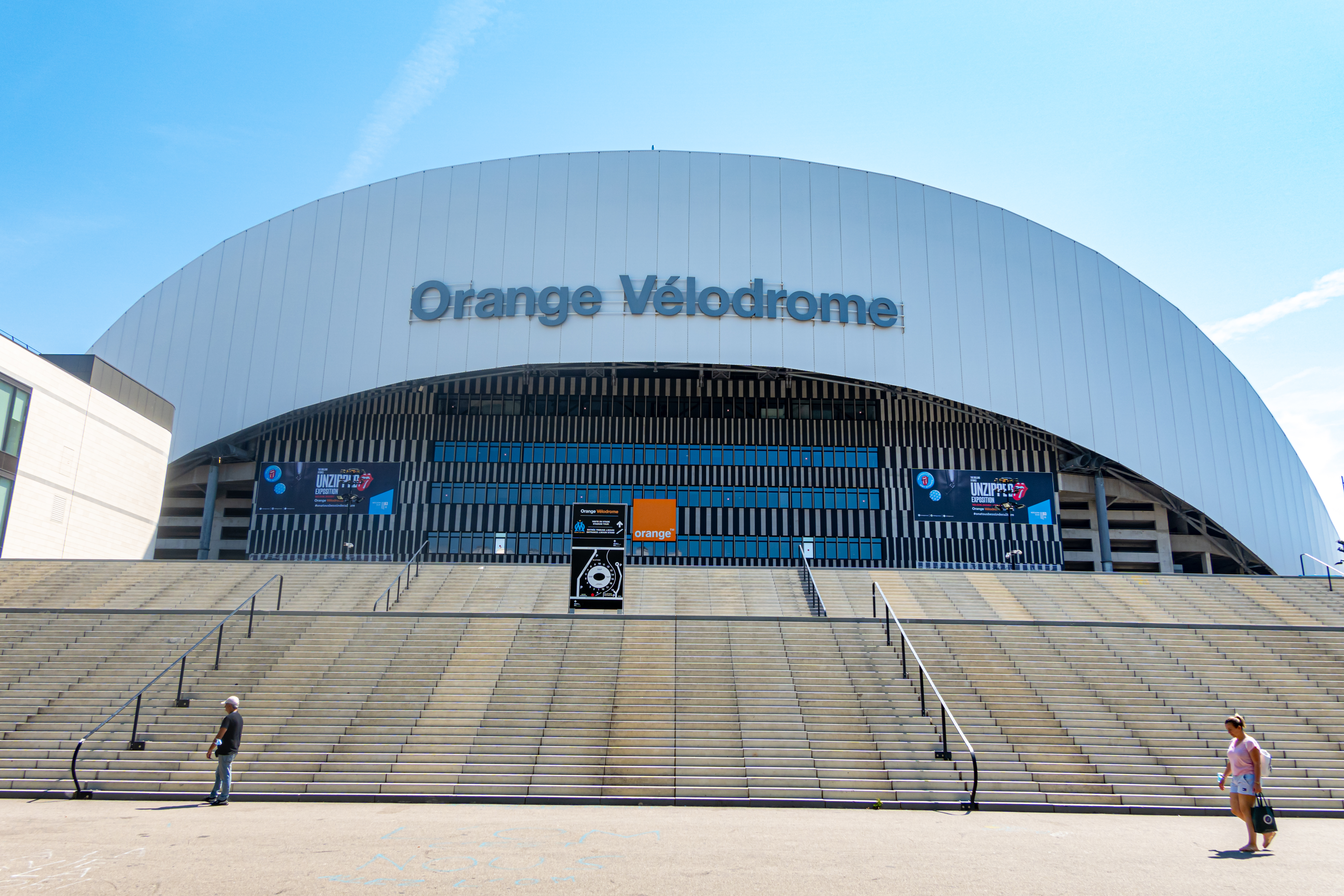
Le parvis du stade, accessible depuis le boulevard Michelet.

Situé à quatre kilomètres du Vieux-Port, le stade Vélodrome se trouve dans les quartiers sud de Marseille, dans le quartier de Saint-Giniez, en bordure du quartier de Sainte-Marguerite. Le stade est bordé au sud par le cours du fleuve côtier de l'Huveaune. Au nord se trouve le parc Chanot ainsi que le siège de France 3 Provence-Alpes, reconnaissable par sa tour caractéristique, à l'ouest le boulevard Michelet et à l'est le Palais des Sports de Marseille ainsi que le stade Pierre-Delort, qui était utilisé par la réserve et qui fut transformé en stade de rugby et d'athlétisme dans le cadre de la rénovation du Vélodrome. Sous le Vélodrome et l'esplanade Ganay se trouve Géolide, la plus grande usine enterrée de traitement des eaux usées au monde.

### Desserte en transports

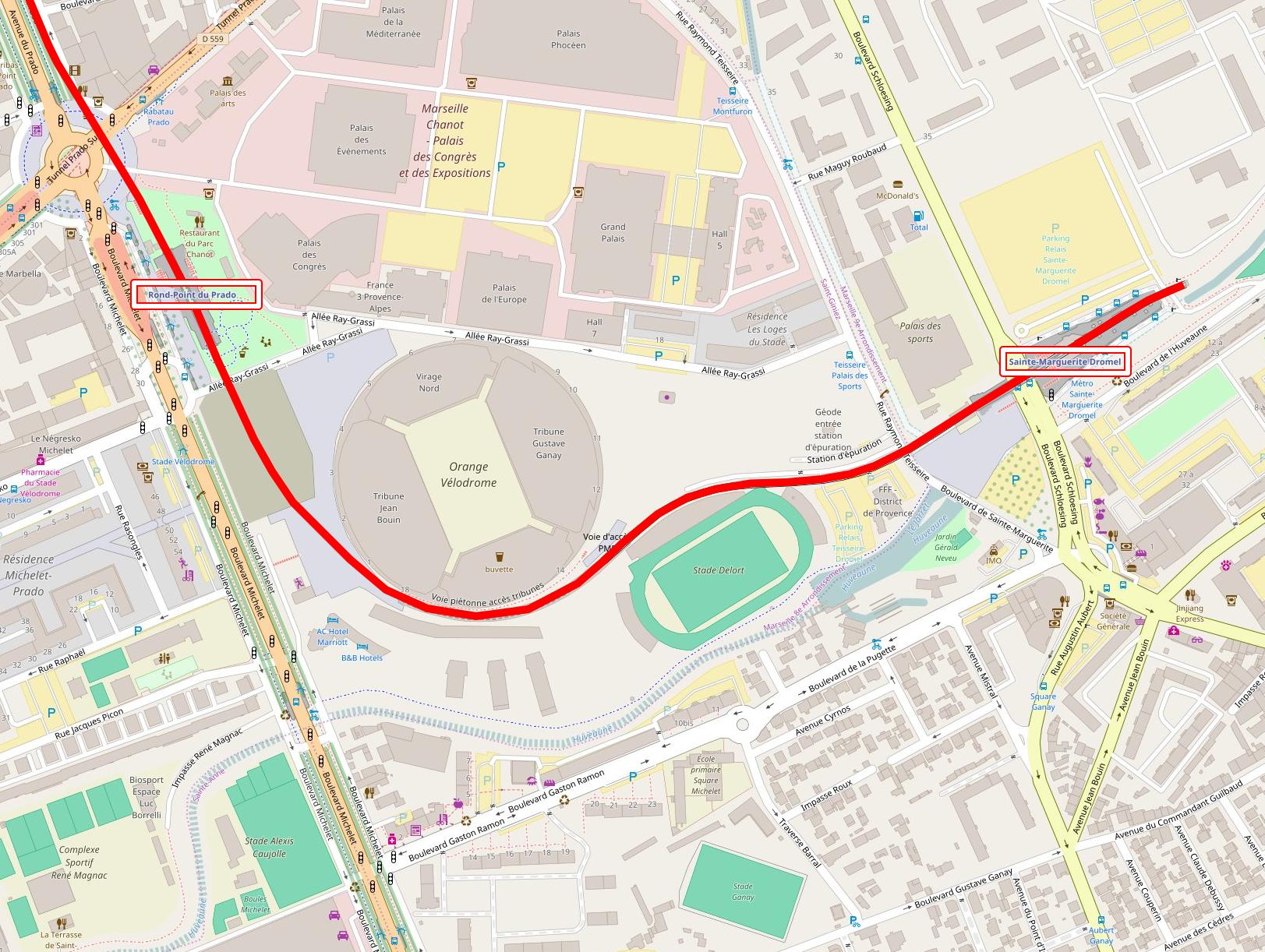
Les stations de métro Rond-Point du Prado et Sainte-Marguerite Dromel desservent le stade Vélodrome.

Le stade Vélodrome est desservi par le réseau de bus et métro de la Régie des transports métropolitains (RTM).
Outre les nombreuses lignes de bus desservant la zone, deux stations de métro de la ligne 2 du métro de Marseille se trouvent à proximité immédiate de l'enceinte. Les supporters souhaitant se rendre en tribune Ganay ou au virage Sud doivent descendre à la station Sainte-Marguerite Dromel tandis que la station Rond-Point du Prado dessert le virage Nord et la tribune Jean Bouin. De plus cette ligne qui dessert la gare de Marseille-Saint-Charles, principale gare de la ville, est renforcée les soirs de match.
En voiture, le stade est accessible depuis le réseau autoroutier à la sortie centre-ville de l'A55 ou encore à la sortie no 36 de l'A7. Un parking-relais réservé aux usagers de la RTM est disponible. De plus, une station du réseau de vélopartage Le vélo est située à proximité du stade, sur le boulevard Michelet. Enfin, l'aéroport de Marseille Provence est situé à Marignane, dans la banlieue nord de Marseille, à une trentaine de kilomètres du Vélodrome.